# Los desastres de la guerra

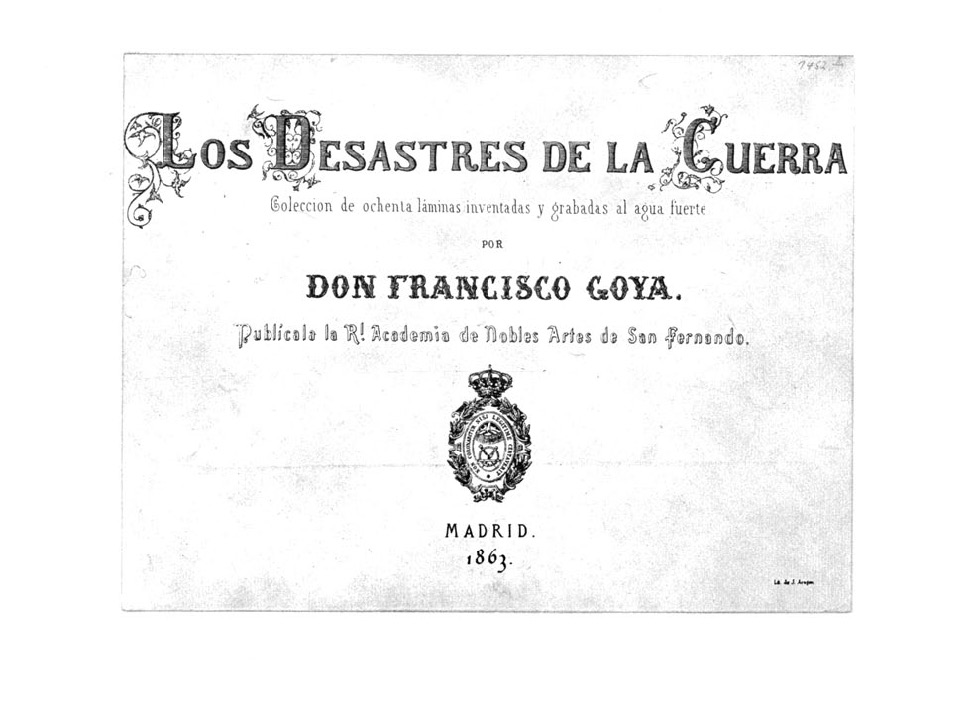
Portada de la primera edición (1863) de Los desastres de la Guerra

Los desastres de la guerra es una serie de 82 grabados del pintor español Francisco de Goya, realizada entre los años 1810 y 1815. El horror de la guerra se muestra especialmente crudo y penetrante en esta serie. Las estampas detallan las crueldades cometidas en la Guerra de la Independencia Española.
En vida de Goya solo se imprimieron dos juegos completos de los grabados, uno de ellos regalado a su amigo y crítico de arte Ceán Bermúdez, pero permanecieron inéditos. La primera edición apareció en 1863, publicada por iniciativa de la Real Academia de Bellas Artes de San Fernando. Siguieron otras en 1892, 1903, 1906, 1923 y 1937

## Datación

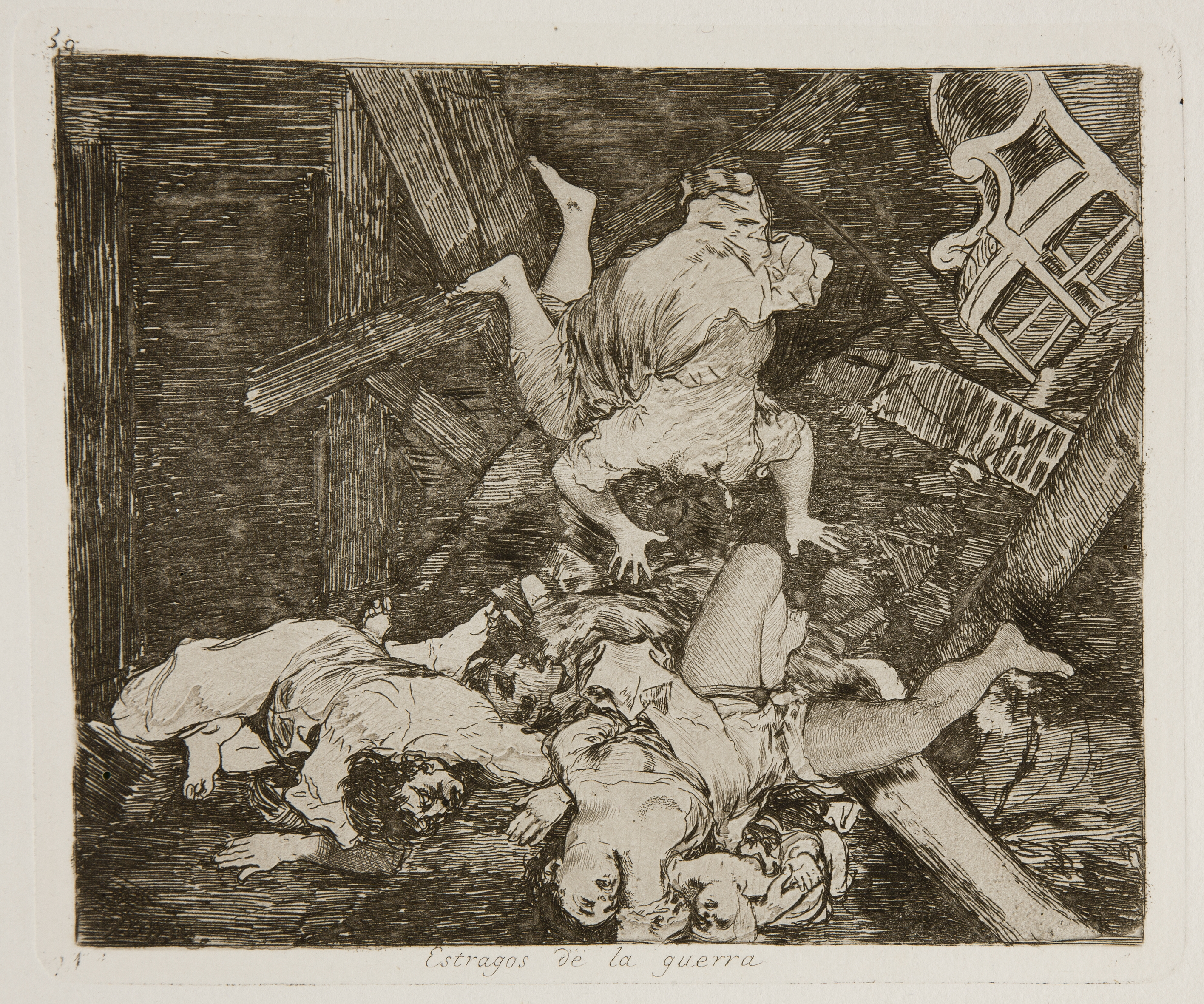
Los desastres de la guerra, n.º 30: «Estragos de la guerra». La estampa ha sido vista como un precedente del Guernica por el caos compositivo, la mutilación de los cuerpos, la fragmentación de objetos y enseres situados en cualquier lugar del grabado, la mano cortada de uno de los cadáveres, la desmembración de sus cuerpos y la figura del niño muerto con la cabeza invertida, que recuerda al que aparece sostenido por su madre a la izquierda de la obra capital de Pablo Picasso.

Goya, que vivía en Madrid, emprende un viaje a Zaragoza entre el día 2 y el 8 de octubre de 1808 a petición del general Palafox para conocer y representar los sucesos de los Sitios de Zaragoza. En el transcurso de este trayecto pudo contemplar escenas de guerra que se reflejan también en otros cuadros como Fabricación de pólvora en la Sierra de Tardienta y Fabricación de balas en la Sierra de Tardienta (Patrimonio Nacional), cuya ejecución es contemporánea a la serie de los Desastres de la Guerra.
Desde octubre de 1808 Goya dibujó bocetos preparatorios (conservados en el Museo del Prado) y, a partir de estos y sin introducir modificaciones de importancia —aunque estas leves variaciones hicieron desaparecer elementos anecdóticos en favor de una mayor universalización y mejoraron la composición a la par que incidieron en el rechazo de los aspectos convencionales de la muerte heroica—, comenzó a grabar las planchas en 1810, año que aparece en varias de ellas.
En cuanto a la fecha de su conclusión, Jesusa Vega ha analizado la calidad del papel y de las planchas utilizados y concluye que son de ínfima calidad, lo que no sucede en la Tauromaquia y los Disparates y, por tanto, la fecha de terminación de las estampas tiene que ser la de 1815, pues es en este marco temporal en el que Goya tuvo dificultades para encontrar mejores calidades técnicas.
Así pues, el marco temporal de Los desastres abarca los sucesos ocurridos en España entre 1808 y 1815, fecha en la que se da por concluido su trabajo. El hecho de que no fueran publicados en estos años puede responder, según Glendinning, a la feroz crítica que las últimas estampas hacen del régimen absolutista.

## Técnica empleada
La técnica utilizada es el aguafuerte, con alguna aportación de punta seca, bruñidor y aguada. Apenas usa Goya la aguatinta, que era la técnica mayoritariamente empleada en los Caprichos, debido probablemente también a la precariedad de medios materiales con que toda la serie de los Desastres, que fue ejecutada en tiempos de guerra.

## Temas y estructura
Las estampas tuvieron inicialmente el propósito de constituir un álbum patriótico, en consonancia con la petición de Palafox, pero, conforme adelantaba su trabajo Goya amplía los temas para abordar todo tipo de desgracias y sucesos de la guerra provenientes de cualquiera de los dos bandos, pues en muchas de las estampas no es posible identificar quiénes son los autores de los horrores. Incluso se acerca a la situación política de la posguerra en las últimas estampas, como las de los denominados «Caprichos enfáticos».

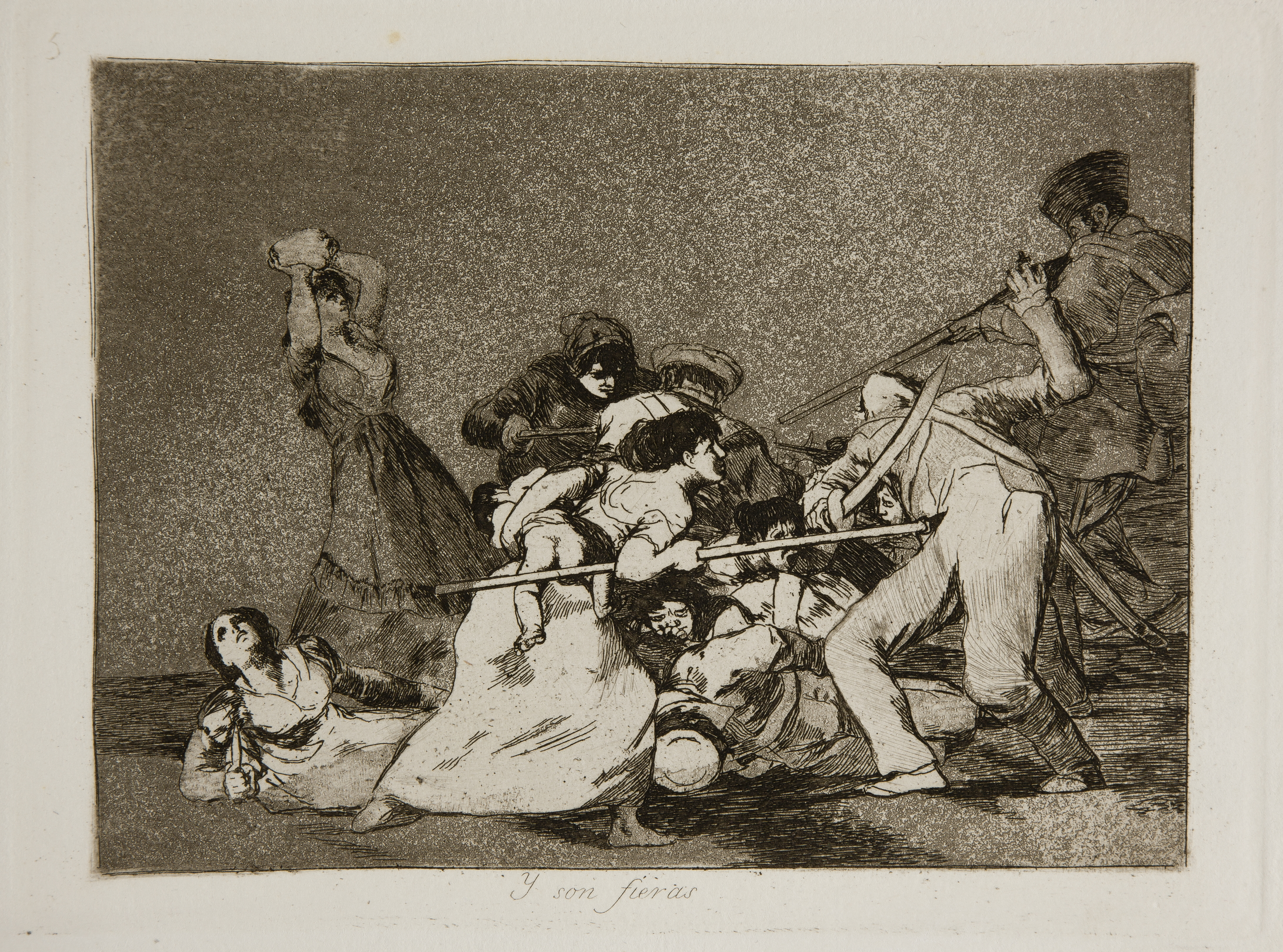
Los desastres de la guerra, n.º 5: «Y son fieras». Una de las primeras estampas de la serie muestra la participación valerosa de la mujer durante la guerra, incluso una de ellas sosteniendo en el otro brazo a su hijo.

La cohesión temática de los Desastres, en la que no se aprecian discontinuidades temporales entre los asuntos de sus tres partes, vendría a confirmarlo. Estas son:
- Primera parte (estampas 1 a 47), con estampas centradas en la guerra.
- Segunda parte (estampas 48 a 64), centrada en el hambre, bien sea consecuencia de los Sitios de Zaragoza de 1808 o de la carestía de Madrid entre 1811 y 1812.
- Tercera parte o «Caprichos enfáticos» (estampas 65 a 82), que se refieren al periodo absolutista tras el regreso de Fernando VII. En esta sección abunda la crítica sociopolítica y el uso de la alegoría mediante animales.

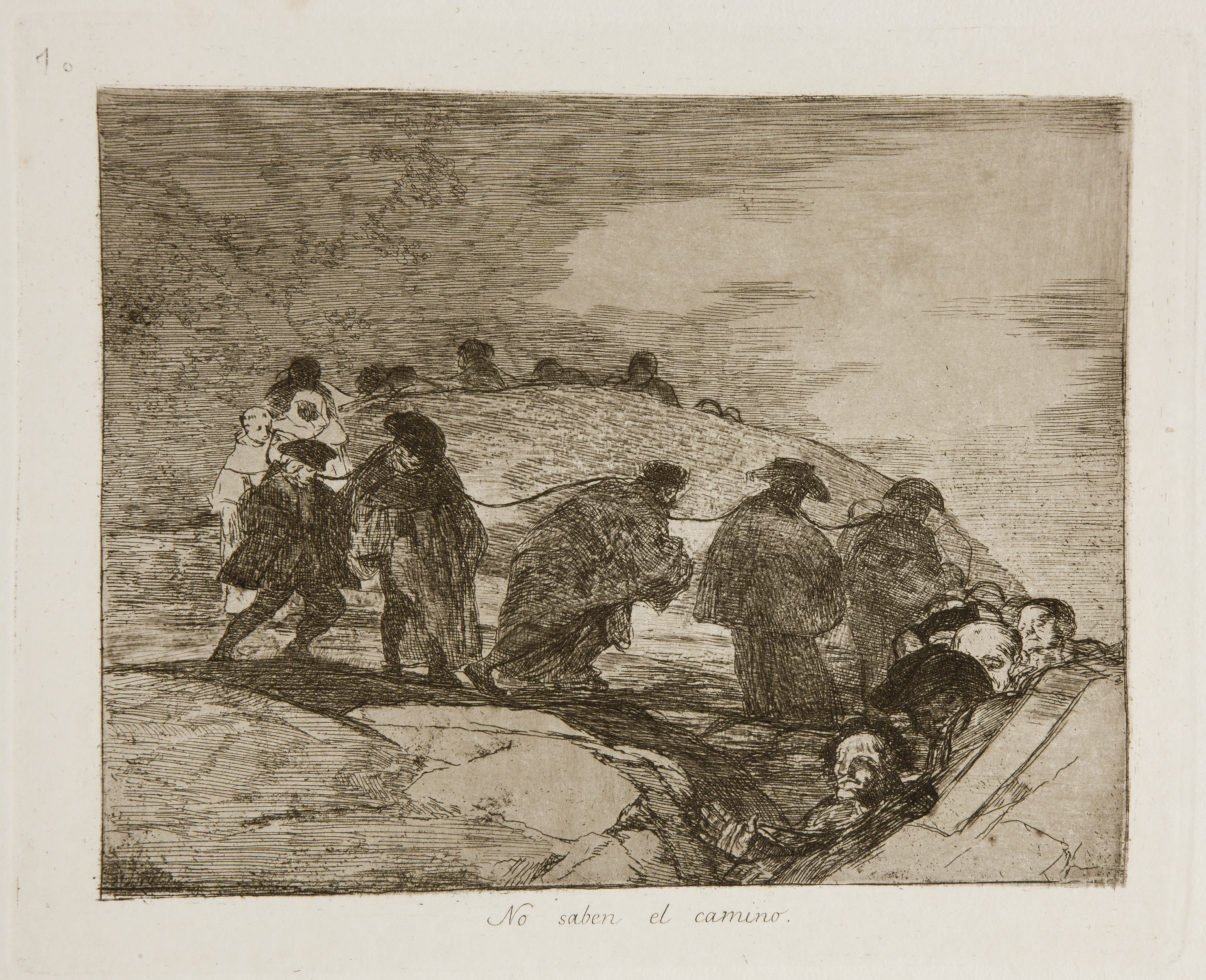
Lámina 70 de Los destrastres de la guerra, que muestra una hilera de personajes de todas la clases sociales: sacerdotes, nobles y humildes; unidos entre si por una cuerda y atravesando un paisaje árido y hostil, siendo el primero de la fila, un ciego. De este modo, España, representada en la estampa en todas sus clases sociales, se convirtió en un país en manos de Fernando VII, un monarca guiado por los principios del Antiguo Régimen que se alejaban de las ideas de la Ilustración y de la luz de la razón.

Por otro lado, Glendinning (1993) señala que toda la serie guarda una coherencia estructural basada en conexiones temporales, causales, analogías y contrastes.
De ese modo, al igual que sucedía en Los Caprichos, Goya establece relaciones temáticas entre las distintas estampas, y de ello son muestra los epígrafes, puesto que algunos carecen de completitud si no se tienen en cuenta los que aparecen en la o las estampas anteriores. Así, la estampa número 10, titulada «Tampoco» no se entiende sin la número 9 «No quieren», en la que vemos a un soldado francés forzando a una mujer. También en la estampa «Tampoco» las mujeres que están siendo violadas «no quieren» serlo. La continuidad del asunto está presente en la secuencia de los textos escritos al pie. Y no acaba aquí, pues la undécima, «Ni por esas», completa la trilogía de mujeres violentadas.
En otros casos se dan relaciones de causa-efecto o de continuidad narrativa en el tiempo. Un grupo de estampas (de la 2 a la 11) muestran la violencia, y a partir de la 12 («Para eso habéis nacido») abundan las escenas de muertos o ajusticiados o de desplazados que huyen de la guerra en las estampas 44 («Yo lo vi») y 45 («Y esto también»), donde, por cierto, además de ratificar lo dicho antes acerca de la continuidad de los epígrafes, Goya afirma, con ellos, que es testigo presencial de los hechos, que actúa como un «reportero» sobre el terreno.

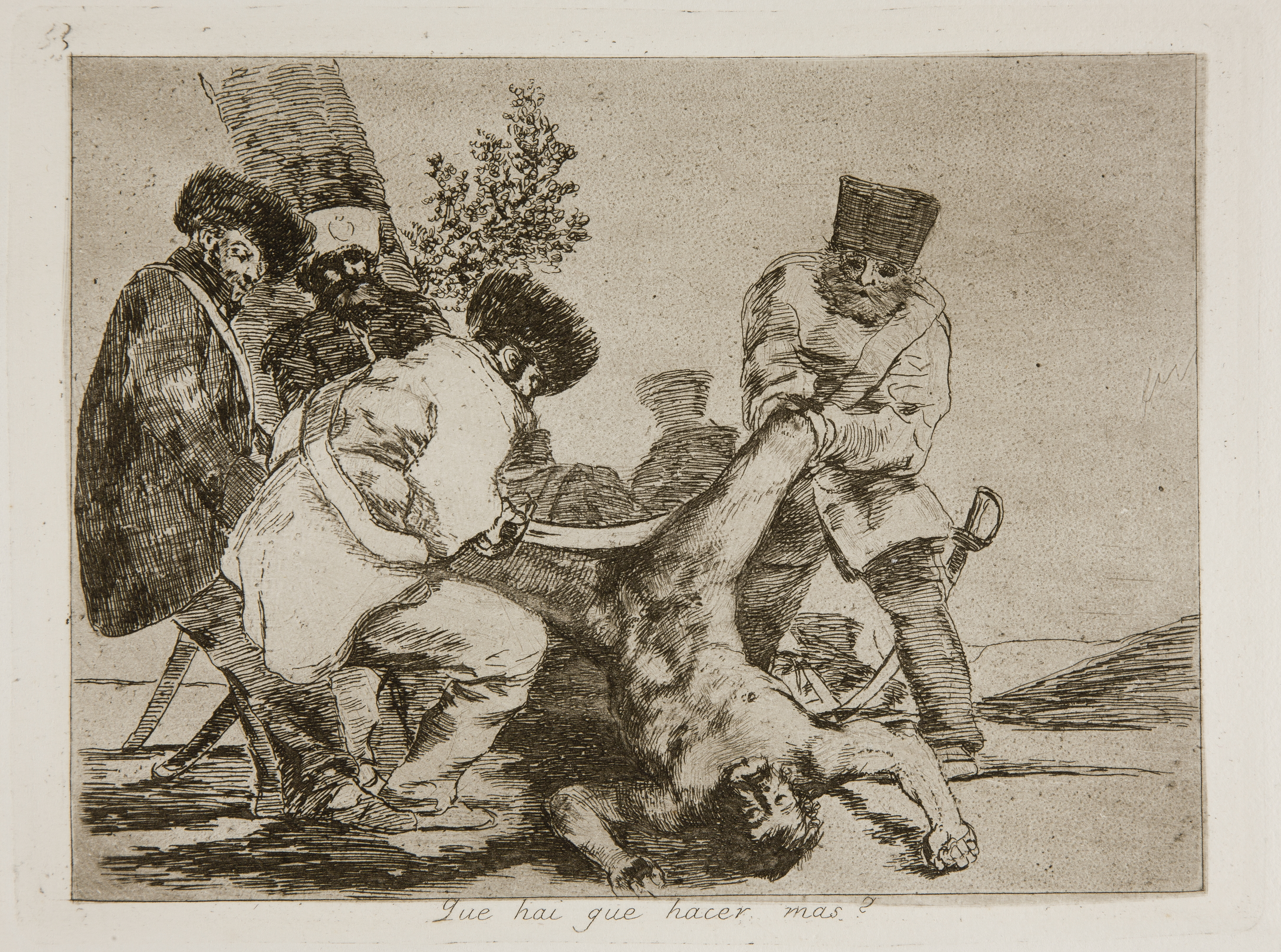
Los desastres de la guerra, n.º 33: «¿Qué hay que hacer más?». Goya refleja en su obra gráfica la brutalidad y barbarie a que se llegó en la Guerra de la Independencia Española.

Además de la unidad, el grabador aragonés destaca también lo variado de los temas. Así, los muertos pueden ser caídos en acción de combate (donde destaca el valor de la mujer, como en los números 4 «Las mugeres dan valor» y 5 «Y son fieras»; o la conocida número 7, «¡Qué valor!», que representa a Agustina de Aragón o a Manuela Sancho disparando el cañón.
La mayoría de las estampas de la primera parte representan ajusticiados, unos sin procedimiento legal alguno («Con razón o sin ella», n.º 2; «Lo mismo», n.º 3; «¿Por qué?», n.º 32); otros tras una justicia sumaria («Por una navaja», n.º 34 y «No se puede saber por qué», n.º 35, al que sigue el ahorcado de «Tampoco», n º 36); e incluso cruelmente linchados, como en «Populacho» (n.º 28), descuartizados en la 33 «¿Qué hay que hacer más?», o empalados en la n.º 37 («Esto es peor»).
A partir de la estampa 48 las muertes se deben a las consecuencias que la guerra tiene en la sociedad. Hay fallecidos a causa de la enfermedad, el frío y la inanición: «Al cementerio» (n.º 56), «Carretadas al cementerio» (n.º 64); congelados en «Las camas de la muerte» (n.º 62) y, quizá por todas estas causas juntas, «Muertos recogidos» (n.º 63).
La muerte es el tema más constante en todas sus formas y circunstancias. Todos comparten la condición de víctimas, desde los franceses ante las mujeres o el populacho, hasta los frailes («Esto es malo», n.º 46 y «Así sucedió», 47), si bien no aparecen entre estas dignidades eclesiásticas, clases dirigentes, ni alta burguesía; más bien al contrario, gozan de tratos de favor, como se puede observar en la número 61, donde «Si son de otro linage», se ven favorecidos de las autoridades francesas.
Esta línea de denuncia política será la predominante en la tercera parte a partir de la estampa 65, en el segmento denominado «caprichos enfáticos», donde el asunto se traslada a la crítica de las clases sociales adictas al nuevo régimen absolutista imperante. Así, se critica la devoción por reliquias e imágenes en las estampas número 66 y 67 respectivamente: «¡Extraña devoción!» y «Esta no lo es menos» o a los nuevos secuaces de la restauración absolutista en España en «Contra el bien general» (n.º 71).

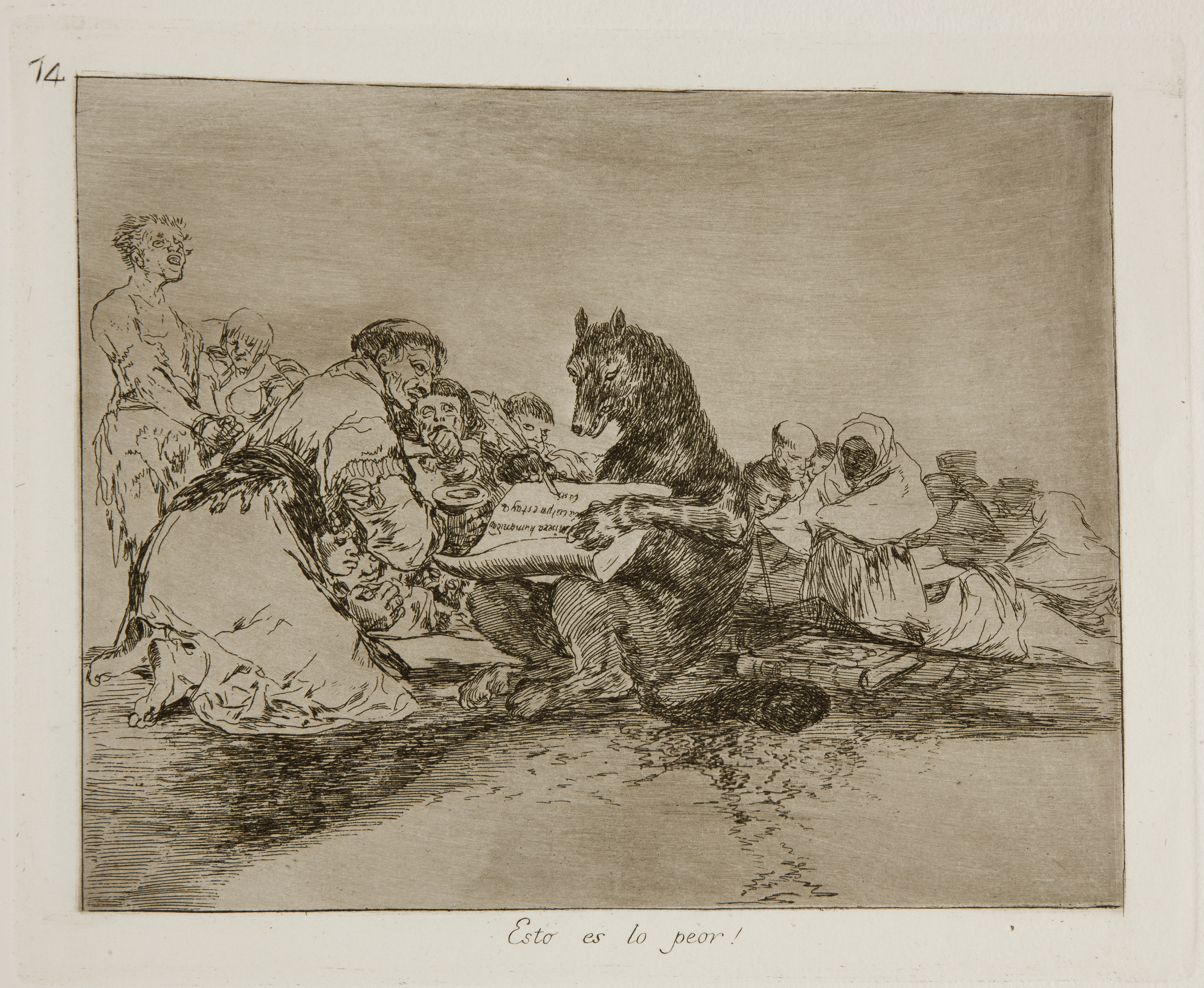
Los desastres de la guerra, n.º 74: «¡Esto es lo peor!». Un lobo escribe «Mísera humanidad la culpa es tuya. Casti» que remite al escritor italiano Giambattista Casti, autor del poema Gli animali parlanti (Los animales parlantes), traducido al español en 1813, en que aparece el verso «Schiava humanitá, la colpa é tua» (XXI, 57).

Muchos de estos últimos grabados tienen carácter alegórico, aunque su interpretación era un enigma hasta el año 1978. En ese año Nigel Glendinning, pública «A Solution to the Enigma of Goya's 'Enphatic Caprices', ns 65-80 of The Disasters of War» (Una solución al enigma de los «caprichos enfáticos» nos 65 a 80 de Los desastres de la guerra de Goya) y allí mostró la relación entre las estampas 65-80 (los llamados «Caprichos enfáticos») y la obra Gli animali parlanti del poeta italiano Giambattista Casti, a quien Goya retrató en un cuadro conservado en el Museo Lázaro Galdiano. Este libro fue traducido al español en 1813 por Francisco Rodríguez de Ledesma. Como prueba aduce que en la estampa n.º 74, titulada «¡Esto es lo peor!», un lobo escribe la frase «Mísera humanidad la culpa es tuya. Casti», que remite al último verso de la estrofa 57 del canto XXI del poema italiano, que reza «Schiava umanità, la colpa è tua». En su obra Casti arremete contra la corrupción del poder, la hipocresía, el amiguismo o la ausencia de libertades y sus protagonistas son animales. En la obra del poeta italiano el lobo es el secuaz de la monarquía, el caballo representa el constitucionalismo y los perros caracterizan las facciones revolucionarias. El búho es alegoría del estamento eclesiástico y el vampiro de los malos consejeros. Todos estos animales aparecen en los grabados de la tercera parte de Los desastres de la guerra. En la serie goyesca, los lobos representarían a los partidarios del absolutismo, el caballo que «Se defiende bien» de la estampa 78 a los liberales, y en general los monstruosos pájaros cercanos a buitres (visible en «El buitre carnívoro», estampa n.º 76), o enormes bestias informes (el «¡Fiero monstruo!»  de la estampa 81, ahíto de cadáveres humanos que desbordan sus fauces) figuran a quienes se han de aprovechar del resultado de la guerra.

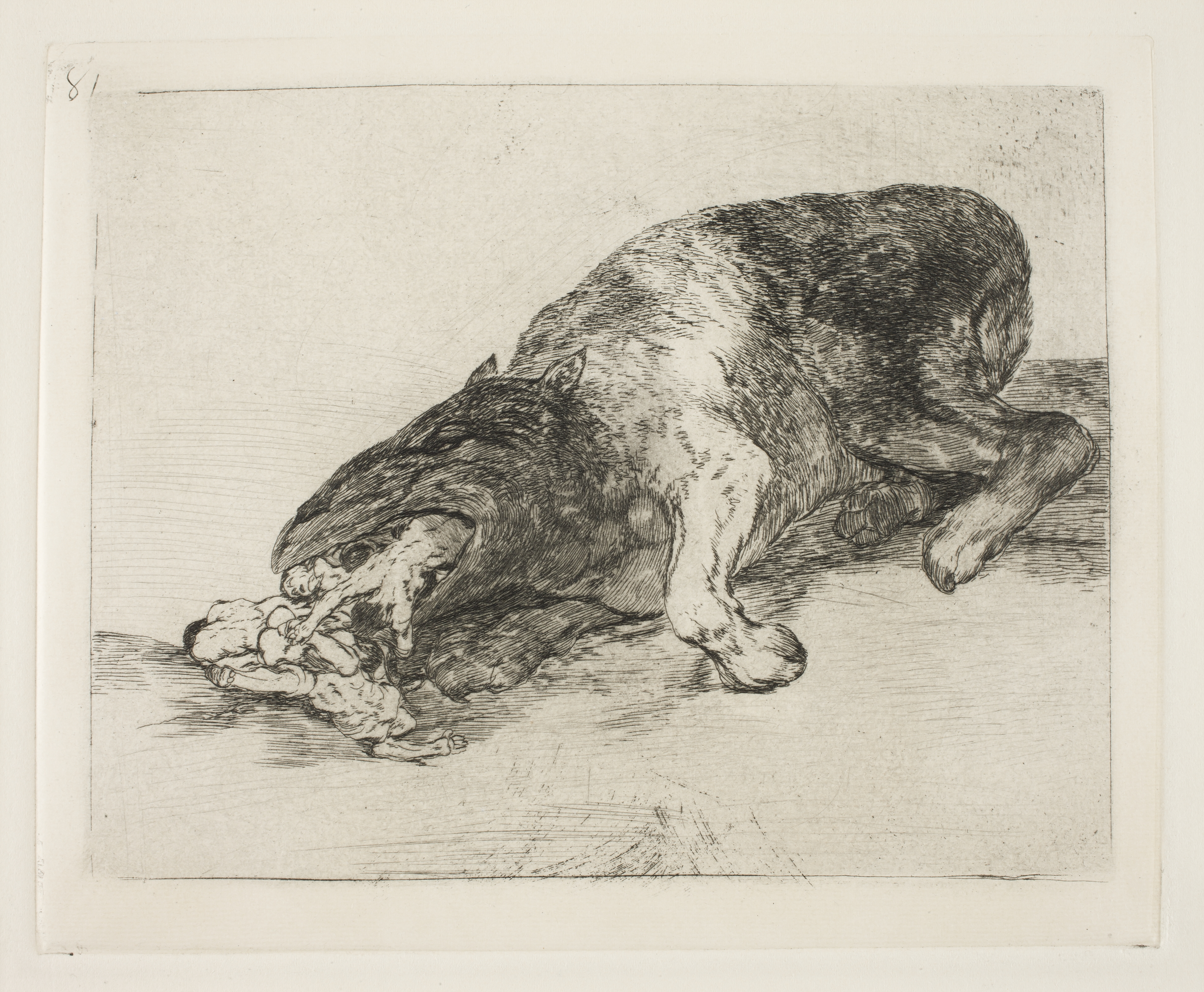
«¡Fiero monstruo!», Desastres de la guerra, n.º 81.

En todo caso, y como traslucen los grabados finales en su extensión original de ochenta estampas («Murió la Verdad», n.º 79 y «¿Si resucitará?», n.º 80) la gran víctima de la guerra es la Verdad. De todos modos, en la estampa 82 —«Esto es lo verdadero»— y a modo de epílogo, alumbra la esperanza en la unión del pueblo campesino, símbolo del trabajo productivo, y la figura de La Verdad.
Los desastres de la guerra suponen una visión de la guerra en la que la dignidad heroica ha desaparecido y este es una de las características de la visión contemporánea de los conflictos. Lo único que aparece en Goya es una serie de víctimas, hombres y mujeres sin atributos de representación, que sufren, padecen y mueren en una gradación de horrores. Se trata de una visión de denuncia de las consecuencias sufridas por el hombre en tanto que ser civil, despojado de simbología y parafernalia bélica. En este sentido se puede ver como una obra precursora de los reportajes de guerra de la prensa actual comprometida con las catástrofes humanitarias.

## Las estampas una a una
- Desastres de la guerra n.º 1: Tristes presentimientos de lo que ha de acontecer

176 x 220 mm. (huella) / 248 x 341 mm. (papel). Aguafuerte, punta seca, buril y bruñidor. Estampación con entrapado. Papel avitelado ahuesado grueso. En la oscuridad del fondo se distinguen una porción de monstruos y quimeras que le amenazan: estos son la invasión francesa y todas sus consecuencias. El miserable es el pueblo que previó y adivinó lo que sucedería, mientras que a los gobernantes les vendaba los ojos el egoísmo.
- Desastres de la guerra n.º 2: Con razón o sin ella

153 x 206 mm. (huella) / 248 x 341 mm. (papel). Aguafuerte, aguada, punta seca, buril y bruñidor. Estampación con entrapado.
- Desastres de la guerra n.º 3: Lo mismo

159 x 219 mm. (huella) / 248 x 341 mm. (papel). Aguafuerte, aguada, punta seca, buril y bruñidor. Estampación con entrapado. Papel avitelado ahuesado grueso. Un campesino español, con un hacha, ataca a un grupo de militares con tremendo ademán de labriego. Los soldados enemigos, con gorros de piel, y agudos alfanjes, no aciertan a defenderse del terrible leñador. Un compañero suyo a la izquierda, apuñala briosamente al militar sobre el que está montado. Esta represalia de la estampa precedente, en la que los soldados extranjeros actúan de dueños, pierde su sentido heroico, para subrayar que,  en cualquier caso, da lo mismo tener razón o no.
- Desastres de la guerra n.º 4: Las mujeres dan valor

155 x 206 mm. (huella) / 248 x 341 mm. (papel). Aguafuerte, aguatinta, aguada, punta seca, buril y bruñidor. Estampación con entrapado. Soporte Papel avitelado ahuesado grueso.
- Desastres de la guerra n.º 5: Y son fieras

155 x 209 mm. (huella) / 248 x 341 mm. (papel). Aguafuerte, aguatinta bruñida y punta seca. Estampación con entrapado. Papel avitelado ahuesado grueso.
- Desastres de la guerra n.º 6: Bien te se está

143 x 208 mm. (huella) / 248 x 341 mm. (papel). Aguafuerte, aguada y buril. Estampación con entrapado. Papel avitelado ahuesado grueso. Un general francés, caído a tierra, expira entre un grupo de soldados. Al fondo la batalla.
- Desastres de la guerra n.º 7: ¡Qué valor!
- Desastres de la guerra n.º 8: Siempre sucede
- Desastres de la guerra n.º 9: No quieren
- Desastres de la guerra n.º 10: Tampoco
- Desastres de la guerra n.º 11: Ni por esas
- Desastres de la guerra n.º 12: Para eso habeis nacido
- Desastres de la guerra n.º 13: Amarga presencia
- Desastres de la guerra n.º 14: ¡Duro es el paso!
- Desastres de la guerra n.º 15: Y no hay remedio
- Desastres de la guerra n.º 16: Se aprovechan
- Desastres de la guerra n.º 17: No se convienen
- Desastres de la guerra n.º 18: Enterrar y callar
- Desastres de la guerra n.º 19: Ya no hay tiempo
- Desastres de la guerra n.º 20: Curarlos, y a otra
- Desastres de la guerra n.º 21: Será lo mismo
- Desastres de la guerra n.º 22: Tanto y más

162 x 253 mm. Aguafuerte, aguada y escoplo. Otro montón de cadáveres, vestidos a lo español, yace en un monte a las afueras de un pueblo, cuyos muros se esbozan al fondo. Terrible abandono de estos muertos, que están tan olvidados que ni aun los ladrones se ocupan de ellos. En el ángulo inferior izquierdo leemos Goya 1810, inhabitual datación, que acaso muestre el realismo de este monte, quizá el del Príncipe Pío, donde yacían las víctimas del tremendo furor del 3 de mayo de dos años antes.
- Desastres de la guerra n.º 23: Lo mismo en otras partes

162 x240 mm. Aguafuerte, aguada, punta seca y escoplo. Quizá por la desacostumbrada firma de la estampa anterior (Goya 1810 el granador, que acaso pensaba que había visto esos montones de muertos en el lugar de su residencia, Madrid, quiso en la presente subrayar que podía verse lo mismo en otras partes, y nos muestra dos montones de muertos, uno en primer término y el otro en el horizonte, al socaire de la arcada de un puente o cueva que impone su negrura de comentario a esta doble ecatombe. ¿Se refiere a otras regiones de España o a todo el mundo? Su pesimismo es atroz en la época de las guerras napoleónicas. Estos muertos vestidos y abandonados en este agreste paraje conservan en su rigidez mortal las posturas falsamente vitales en que les sorprendió su fin.
- Desastres de la guerra n.º 24: Aun podrán servir

163 X 260 mm. Aguafuerte y bruñidor. Título que empareja esta lámina con la n.º 20; curarlos y a otra que aún podrán servir. Aquí recogen a los heridos, en camilla o en brazos, en un descampado en las afueras de un pueblo, cuya tierra está sembrada de sables y fusiles. Pero en la estampa 20.ª los heridos son militares franceses; en esta 24.ª, los personajes; heridos y camilleros; parecen gente de la aldea que asoma al horizonte con el desmochado campanario de su parroquia. Más emotiva, que la número 20, esta estampa muestra el dolor y la buena voluntad de los improvisados camilleros y doctores. También esos heridos servirán para continuar la resistencia.
- Desastres de la guerra n.º 25: También estos

165 x 236 mm. Aguafuerte, punta seca y escoplo. Que ya son llamados a servir. Los enfermos de un hospital improvisado, cuando no están muertos o desfallecidos, se incorporan de nuevo a la lucha. Hay uno que, en primer término, se está terminando de vestir; otro a quien levantan, entre varios, de su yacija. Algunos yacen inmóviles, en sus lechos o en el suelo, como ese despatarrado cadáver a la derecha de un saco abandonado, que también servirá. Hay como un remedo de los pliegues de las camas de batalla, de sábanas usadas, en esta composición, horizontal en la negrura de la sala, acaso cueva, de este refugio de campaña.
- Desastres de la guerra n.º 26: No se puede mirar
- Desastres de la guerra n.º 27: Caridad

163 x 236 mm. Aguafuerte, aguada, punta seca, escoplo y bruñidor. Entre las obras de Caridad, que Goya estudió de niño en el catecismo de su escuela, figura la de enterrar los muertos. Los improvisados sepultureros de esta estampa, tras desnudar a los enemigos de sus pertenencias (uno de ellos aún lleva un sable bajo el brazo) los arrojan violentamente, sin el más leve ceremonial, como si fueran basura, a la negra sima del primer término. Esos dos cuerpos desnudos inician así un paradójico y miserable vuelo hacia la hoya de su improvisada sepultura. Otros cuerpos desvestidos esperan inhertes el mismo destino despectivo. Probablemente son muertos enemigos, cuya muerte es preciso ocultar. La caridad, en este caso, empieza por uno mismo.
- Desastres de la guerra n.º 28: Populacho
- Desastres de la guerra n.º 29: Lo merecía
- Desastres de la guerra n.º 30: Estragos de la guerra
- Desastres de la guerra n.º 31: ¡Fuerte cosa es!
- Desastres de la guerra n.º 32: ¿Por qué?
- Desastres de la guerra n.º 33: ¿Qué hay que hacer más?
- Desastres de la guerra n.º 34: Por una navaja
- Desastres de la guerra n.º 35: No se puede saber por qué
- Desastres de la guerra n.º 36: Tampoco
- Desastres de la guerra n.º 37: Esto es peor
- Desastres de la guerra n.º 38: ¡Bárbaros!
- Desastres de la guerra n.º 39: Grande hazaña, con muertos
- Desastres de la guerra n.º 40: Algún partido saca
- Desastres de la guerra n.º 41: Escapan entre las llamas
- Desastres de la guerra n.º 42: Todo va revuelto
- Desastres de la guerra n.º 43: También esto
- Desastres de la guerra n.º 44: Yo lo vi
- Desastres de la guerra n.º 45: Y esto también
- Desastres de la guerra n.º 46: Esto es malo
- Desastres de la guerra n.º 47: Así sucedió
- Desastres de la guerra n.º 48: ¡Cruel lástima!
- Desastres de la guerra n.º 49: Caridad de una mujer
- Desastres de la guerra n.º 50: ¡Madre infeliz!
- Desastres de la guerra n.º 51: Gracias a la almorta
- Desastres de la guerra n.º 52: No llegan a tiempo
- Desastres de la guerra n.º 53: Espiró sin remedio
- Desastres de la guerra n.º 54: Clamores en vano
- Desastres de la guerra n.º 55: Lo peor es pedir
- Desastres de la guerra n.º 56: Al cementerio
- Desastres de la guerra n.º 57: Sanos y enfermos
- Desastres de la guerra n.º 58: No hay que dar voces
- Desastres de la guerra n.º 59: ¿De qué sirve una taza?
- Desastres de la guerra n.º 60: No hay quien los socorra
- Desastres de la guerra n.º 61: Si son de otro linage
- Desastres de la guerra n.º 62: Las camas de la muerte
- Desastres de la guerra n.º 63: Muertos recogidos
- Desastres de la guerra n.º 64: Carretadas al cementerio
- Desastres de la guerra n.º 65: ¿Qué alboroto es este?
- Desastres de la guerra n.º 66: ¡Extraña devoción!

177 x 222 mm.
- Desastres de la guerra n.º 67: Esta no lo es menos

179 x 220 mm. Aguafuerte, aguatinta bruñida y/o aguada, punta seca, escoplo y bruñidor. De esta manera, los viejos gentilhombres, que carga con las imágenes religiosas sobre sus achacosas espaldas y sus bordadas casacas, haciendo procesiones al son de la campanilla, pueden ser, para Goya, quienes, en vez de trabajar en el remedio de los desastres de la guerra, buscan su salvación tan solo en la bondad del cielo, sin recordar el refrán castellano a Dios rogando y con el mazo dando ni preocuparse de poner las acciones y las cosas a compás de la época, sin empecinarse en repetir las viejas devociones.
- Desastres de la guerra n.º 68: ¡Qué locura!

160 x 222 mm. Aguafuerte, aguada y escoplo. Una de las láminas más oscuras de la serie, hasta el punto de que algunos comentaristas renuncian a explicarla (es el caso de André Laszló en su traducción al francés por Marcial Retuerto, para la exposición de la sala Caveu de París, en 1960-1961). La lámina representa a un hombre, al parecer fraile, vestido de blanco que se ha remangado el hábito para ponerse en posición fecal, con las piernas apartadas (por lo demás con calzoncillos), sin percatarse de que el orinal no está debajo, sino apartado hacia la izquierda del dibujo, rodado de máscaras grotescas, a modo de deyecciones, mientras que en el lado opuesto se amontonan diversos objetos acaso conventuales. Lafuente Ferrari piensa que se trata de exvotos ofrecidos a imágenes devotas; pero la intención general se nos escapa, aunque aparentemente sea satírica. El título, "que locura" parece confirmar la insania de este aguafuerte, de somera ejecución.
- Desastres de la guerra n.º 69: Nada. Ello dirá

155 x 201 mm. Aguafuerte, aguatinta bruñida, aguada y punta seca. La intención de esta terrible lámina es, en cambio, muy clara, aunque se preste a diversas interpretaciones. Del fondo muy oscuro y fantasmagórico, donde burbujean rostros o formas algo humanas, destaca en diagonal un cadáver esquelético, que se esfuerza por apartar la losa de su tumba con la mano izquierda, mientras con la derecha blande un papel con la palabra Nada. Tan misteriosa imagen ha sido objeto de numerosas explicaciones. Lafuente Ferrari se inclina a creer que se trata de una intención moral o política más que religiosa: la guerra y la muerte no han servido de nada, ya que no terminaron con la injusticia y la violencia humana. En medio de una multitud de interpretaciones y hasta de anécdotas apócrifas, según Laszló, Pérez Sánchez comenta que la palabra Nada indica la inexistencia de una vida de ultratumba. En ella Goya hubiera podido creer, según sus cuadros, indudablemente religiosos, pintados en sus últimos años de Burdeos, San Pedro y San Pablo, e incluso las cabezas, nada satíricas, de Una monja y Un fraile, sobre cuyo reverso aparece la fecha (no autógrafa) de 1827.
- Desastres de la guerra n.º 70: No saben el camino

177 x 220 mm. Aguafuerte, punta seca, escoplo y bruñidor. Se refiere a una hilera de hombres de diversos trajes, civiles o religiosos, atraillados con una soga que va de cuello a cuello, sin dejarles variar de colocación, que avanzan por complicados y curvos vericuetos, pero que no saben el camino. Se ha recordado la parábola del ciego que guía a otro ciego del cuadro de Brueghel en Nápoles. En todo caso, el primero de esta fila interminable hace un ademán de explicación, aunque no sea de fácil interpretación. Acaso trate de mostrar la escasa libertad de los poderosos que creen dirigir la marcha de la humanidad.
- Desastres de la guerra n.º 71: Contra el bien general

177 X 221 mm. Aguafuerte y bruñidor. En lo alto de un montículo, rodeado de una muchedumbre de pequeños personajes que le expresan su veneración, un extraño anciano contrahecho, con cabeza de grandes orejas de ala de murciélago y los pies de largas uñas, apoyados en una esfera terrestre, escribe atentamente en un grueso infolio mientras levanta e1 dedo índice de su mano izquierda a modo de advertencia de un sillón o trono cuyas patas se apoyan en sombra. El título de esta extraña imagen. Contra e1 bien general, alude a las leyes que está escribiendo, sin duda anacrónicas, y con que se opone a la marcha de los tiempos nuevos en la anticuada restauración fernandina. Probablemente se trate de un legislador de la nueva época.
- Desastres de la guerra n.º 72: Las resultas

179 x 220 mm. Aguafuerte. Un enjambre de extraños murciélagos o vampiros se abaten sobre una figura yacente, acaso muerta, bella y noble en sus harapos, que, como consecuencia de la estampa anterior, se ve picoteada y destrozada por esos avechuchos, el mayor de los cuales, posado sobre el personaje tendido (España acaso) le sorbe la sustancia de su pecho. Esta terrible imagen, de espantosa belleza, parece referirse a los hombres de presa que van a aprovecharse de la restauración femandina para devorar el cadáver de España. La técnica es de una elegancia que puede recordar a los Caprichos y que aumenta lo espantoso de la imagen, de tan rara perfección.
- Desastres de la guerra n.º 73: Gatesca pantomima
- Desastres de la guerra n.º 74: ¡Esto es lo peor!
- Desastres de la guerra n.º 75: Farándula de charlatanes
- Desastres de la guerra n.º 76: El buitre carnívoro

175 x 220 mm (huella) / 250 x 342 mm (papel). Aguafuerte, buril/punta seca y bruñidor. Estampación con entrapado. Interpretación: Un águila mutilada rodeada de gente del pueblo es agredida por un hombre con una horca, al fondo se observa un grupo de soldados en retirada. Alusión evidente a la retirada del ejército francés y al final de la guerra, hacia finales de 1813
- Desastres de la guerra n.º 77: Que se rompe la cuerda
- Desastres de la guerra n.º 78: Se defiende bien
- Desastres de la guerra n.º 79: Murió la Verdad
- Desastres de la guerra n.º 80: ¿Si resucitará?
- Desastres de la guerra n.º 81: ¡Fiero monstruo!

Medidas: 175 x 216 mm. (huella) / 252 x 328 mm. (papel). Técnica: Aguafuerte, punta seca y buril. Soporte: Papel continuo crema (falso verjurado). Filigrana: Letra “Arches”, 17 x 53 mm; papel fabricado por la empresa papelera francesa Arjomari, resultante de la fusión en 1954 de las marcas Arches, Johannot, Marais y Rives.
- Desastres de la guerra n.º 82: Esto es lo verdadero

Medidas: 177 x 217 mm (huella) / 252 x 329 mm (papel). Técnica: Aguafuerte, aguatinta, punta seca, buril y bruñidor. Soporte: Papel continuo crema (falso verjurado). Filigrana: Letra “Arches”, 17 x 52 mm.; papel fabricado por la empresa papelera francesa Arjomari, resultante de la fusión en 1954 de las marcas Arches, Johannot, Marais y Rives.

## Galería de grabados Goya

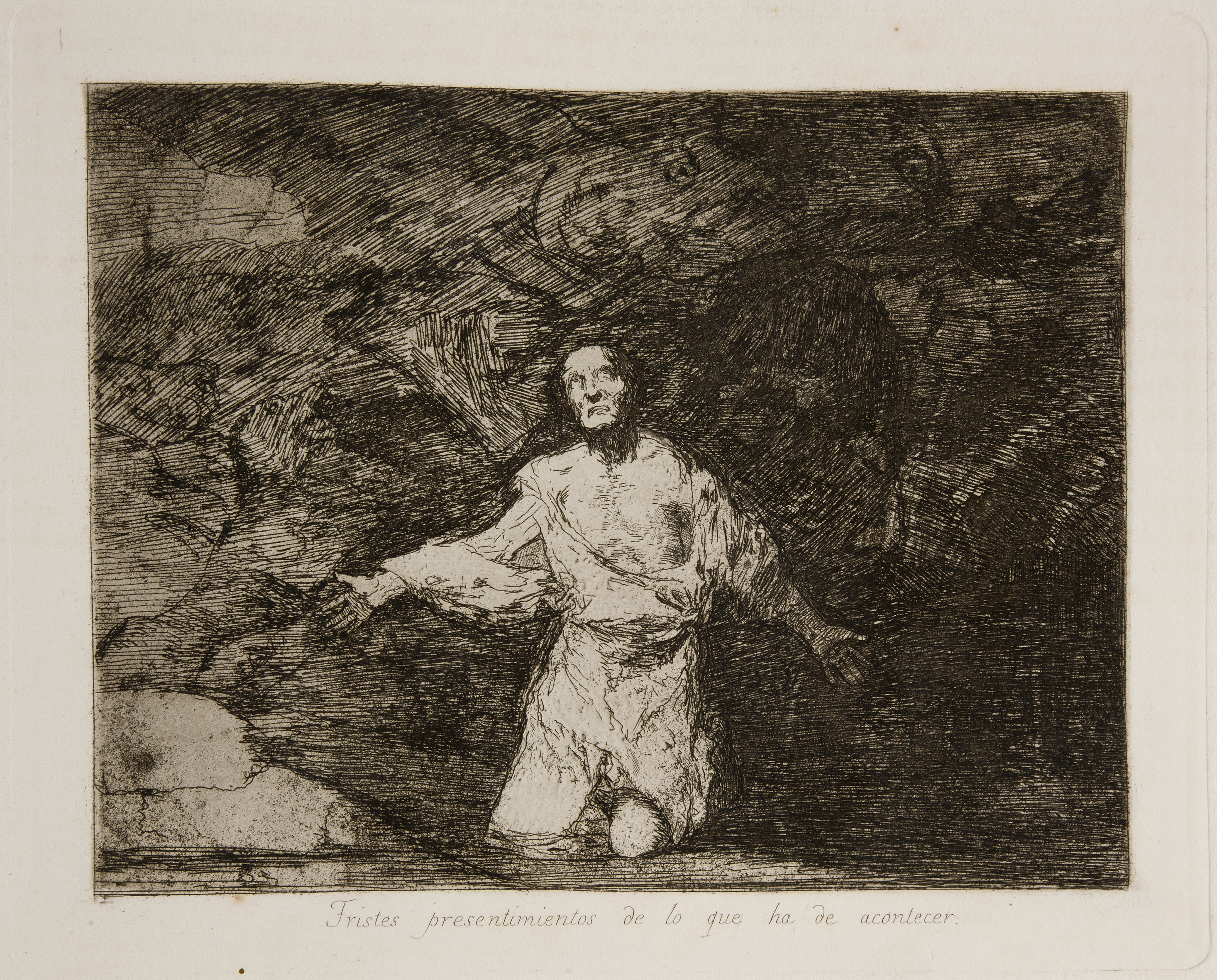
1.- Tristes premoniciones de lo que ha de acontecer
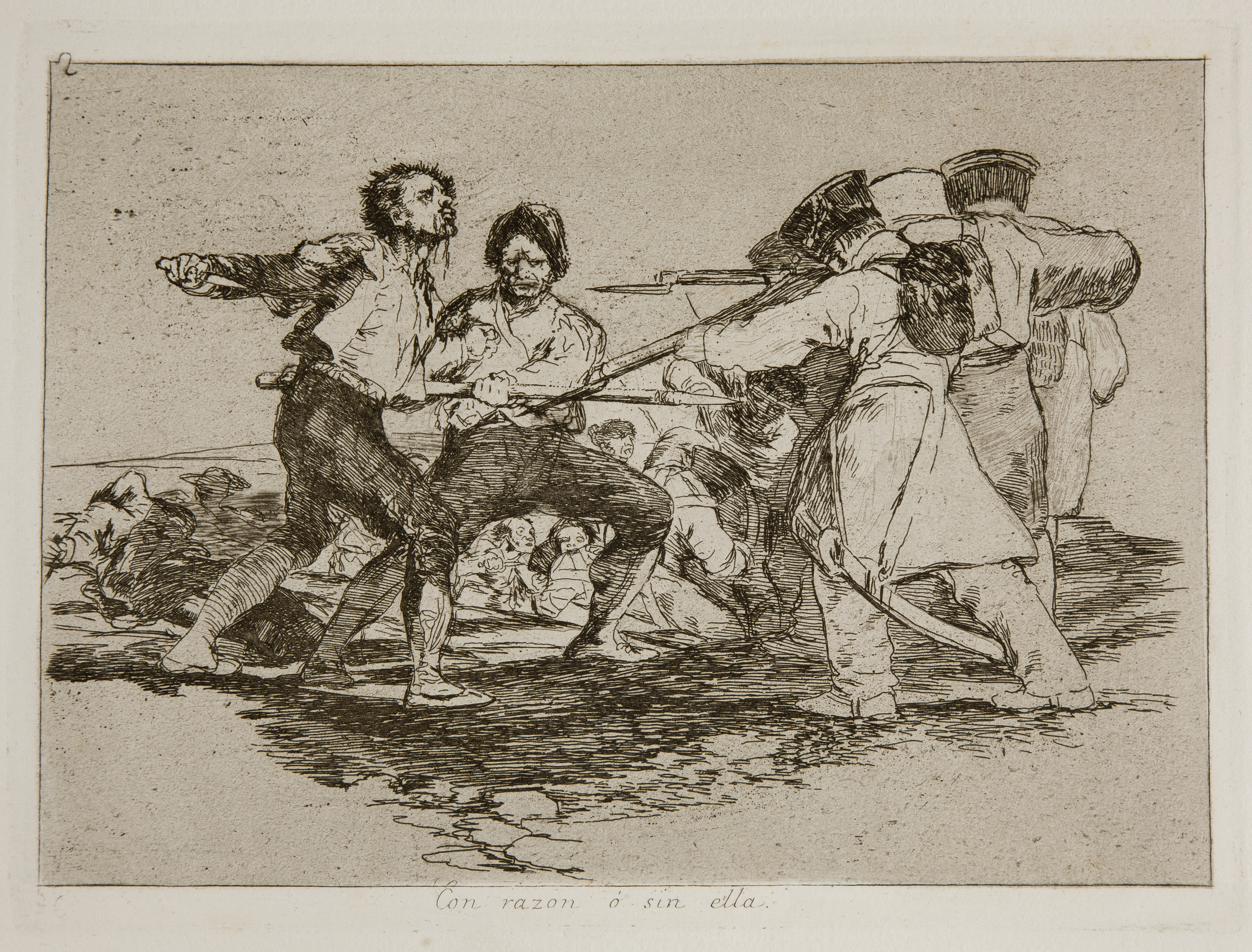
2.- Con razón o sin ella
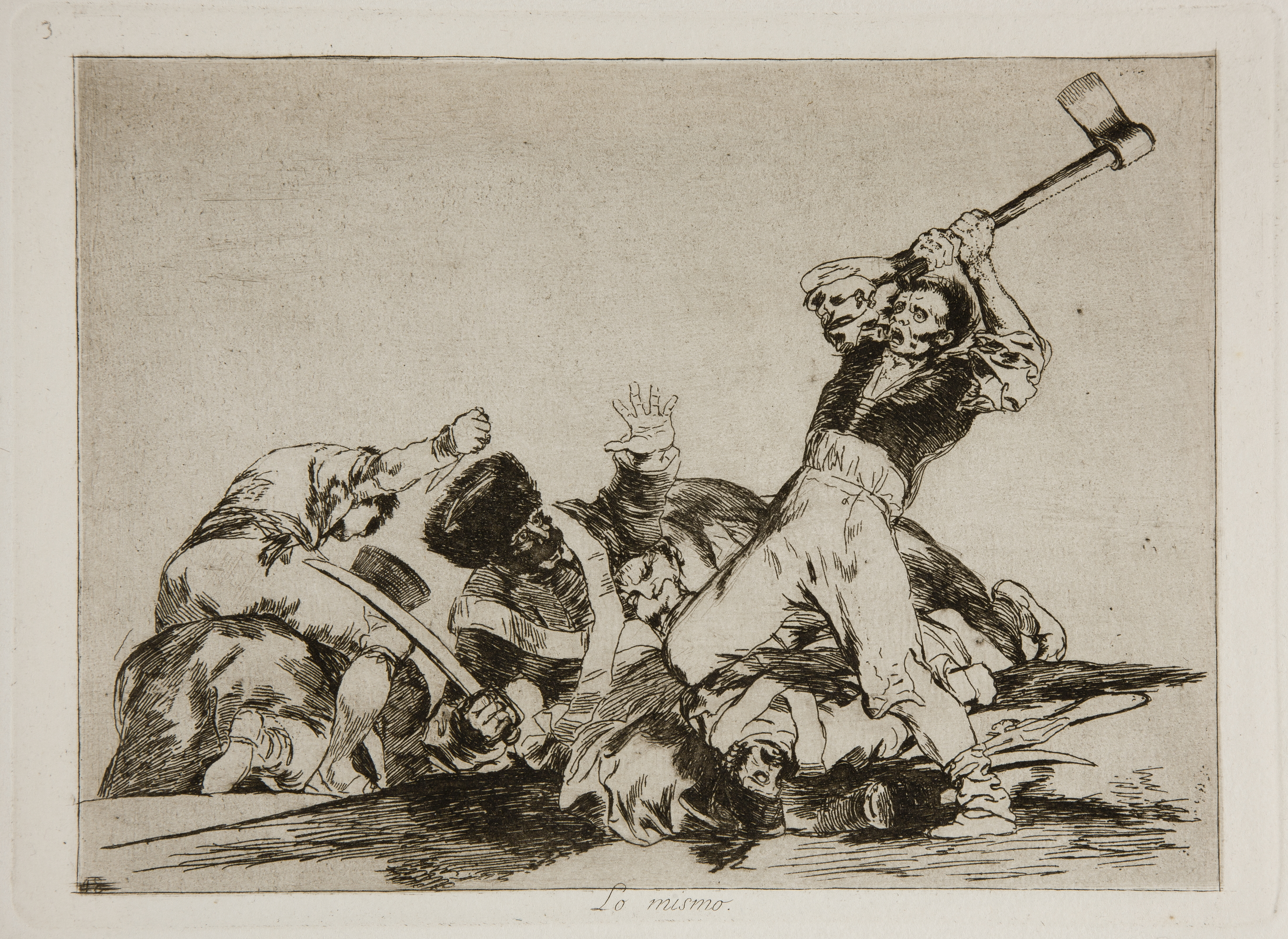
3.- Lo mismo
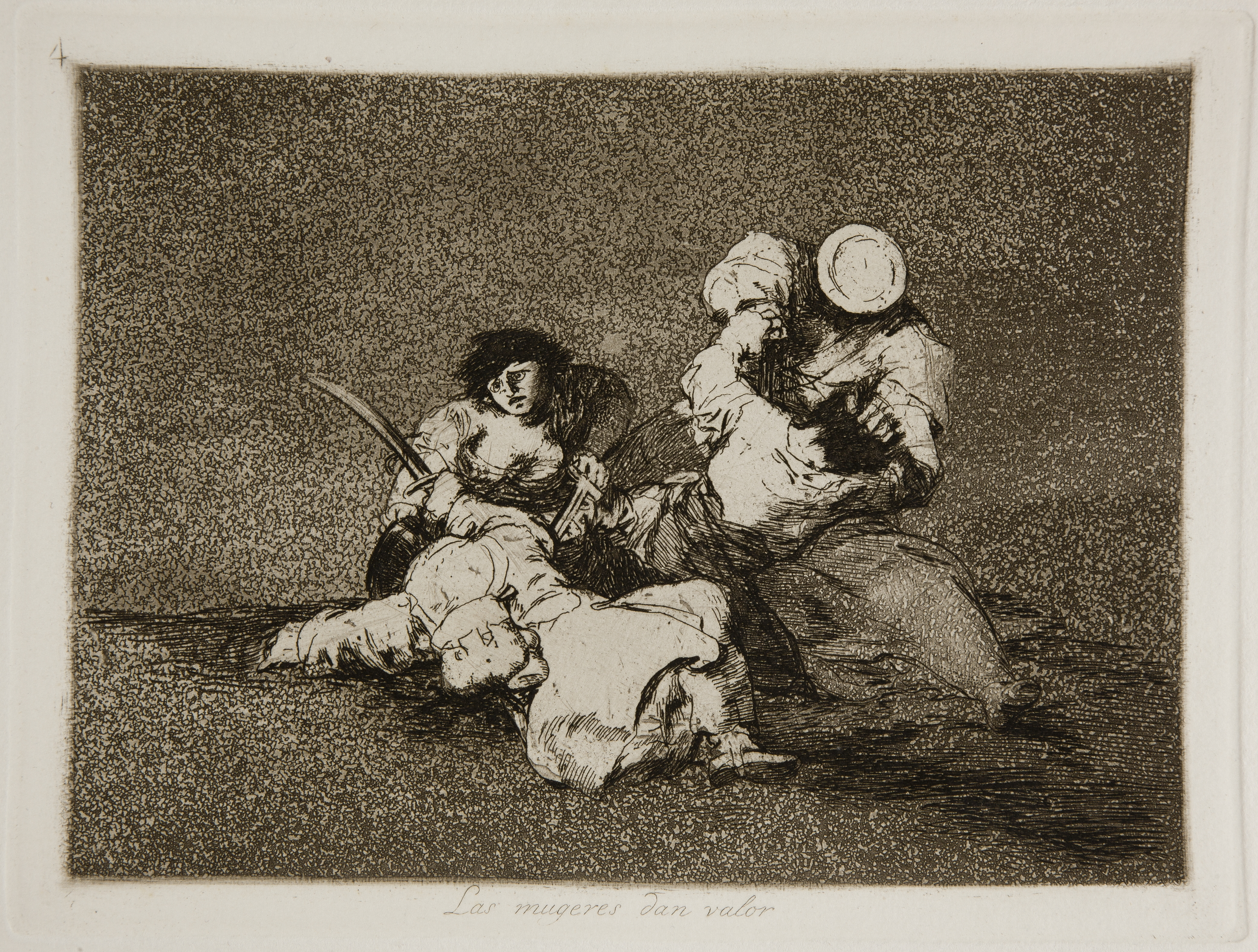
4.- Esto es peor
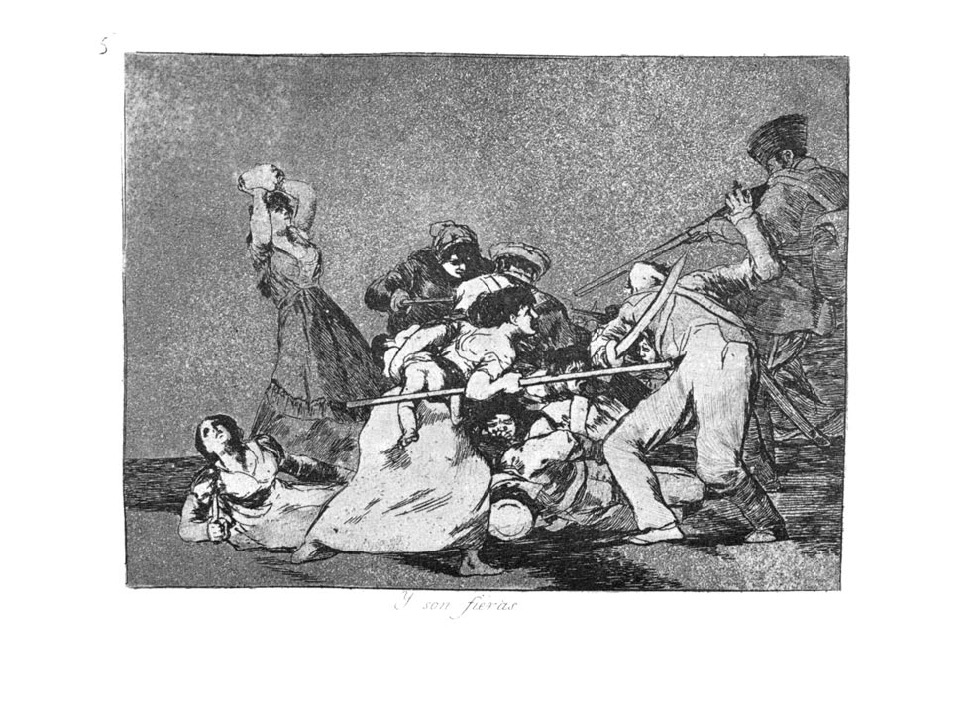
5.- Y son fieras
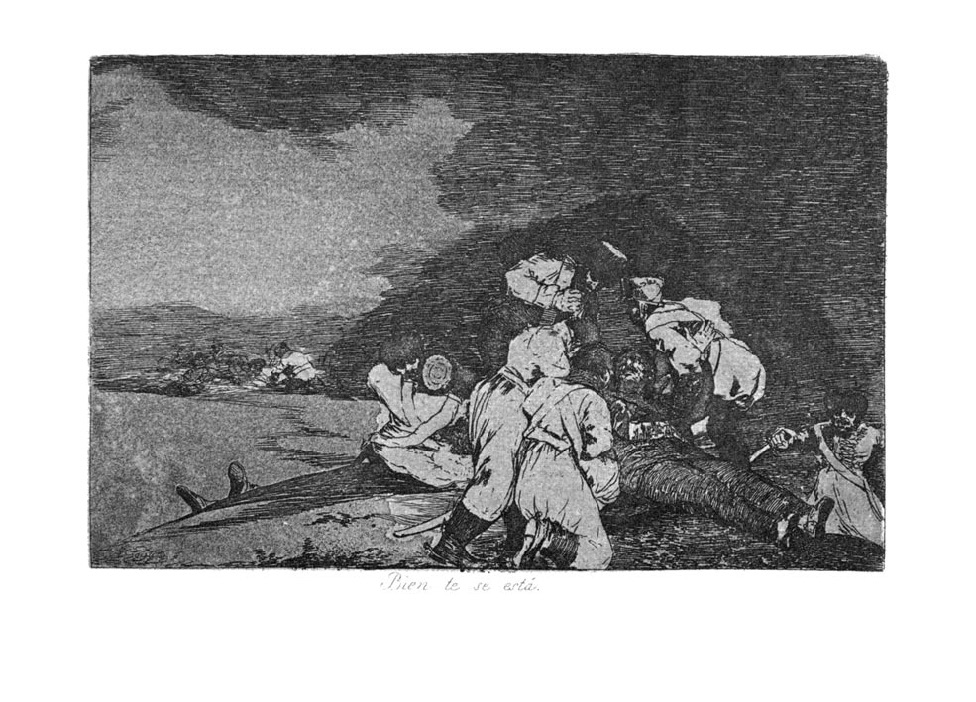
6.- Bien te se está
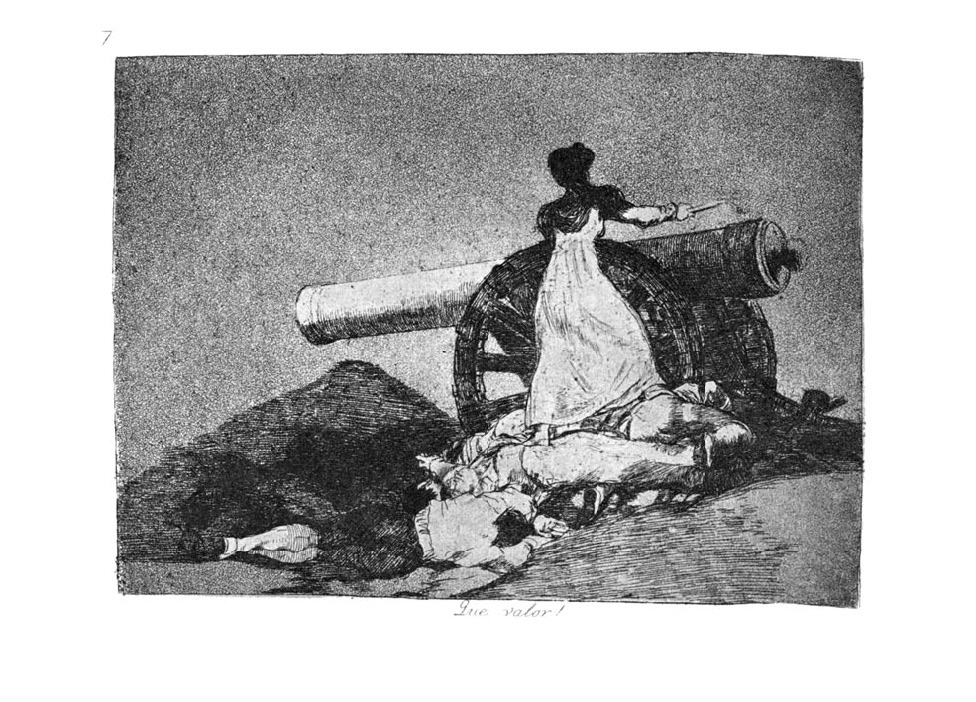
7.- ¡Qué valor!
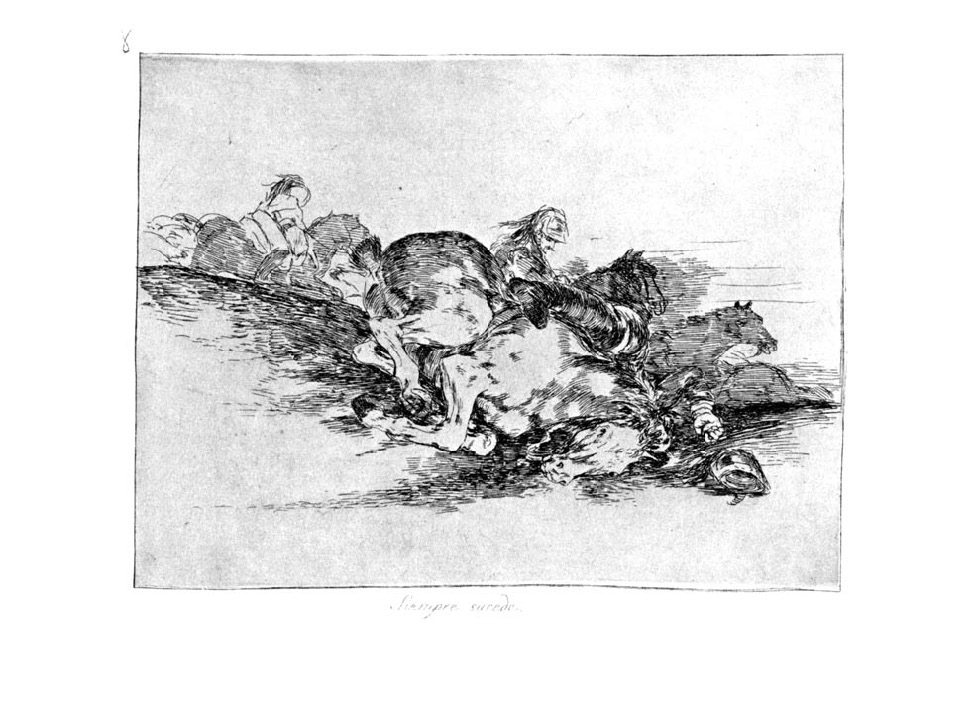
8.- Siempre sucede
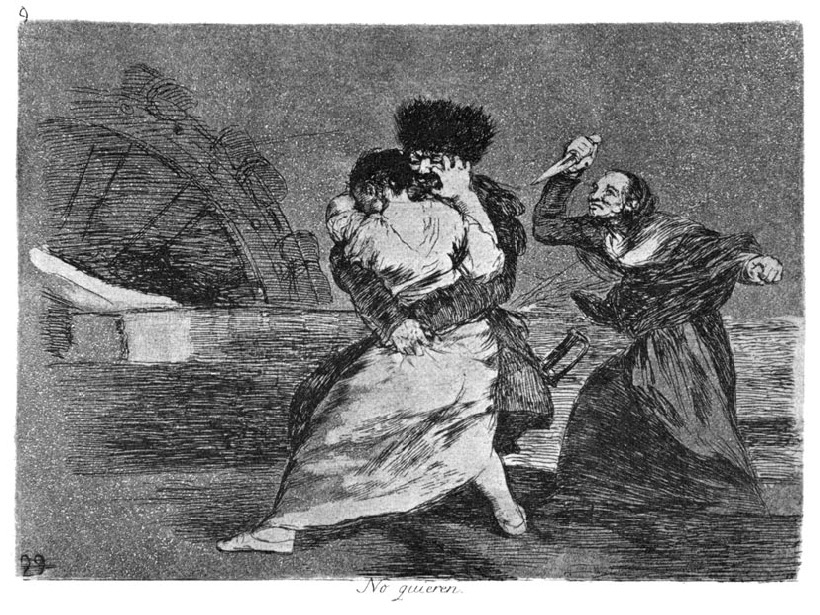
9.- No quieren
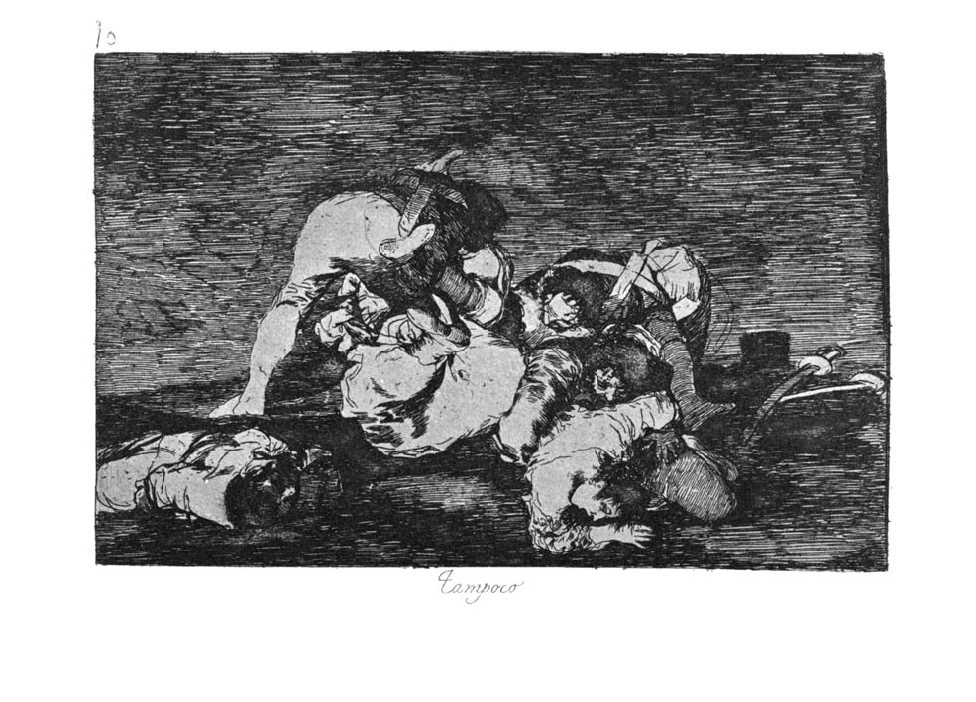
10.- Tampoco
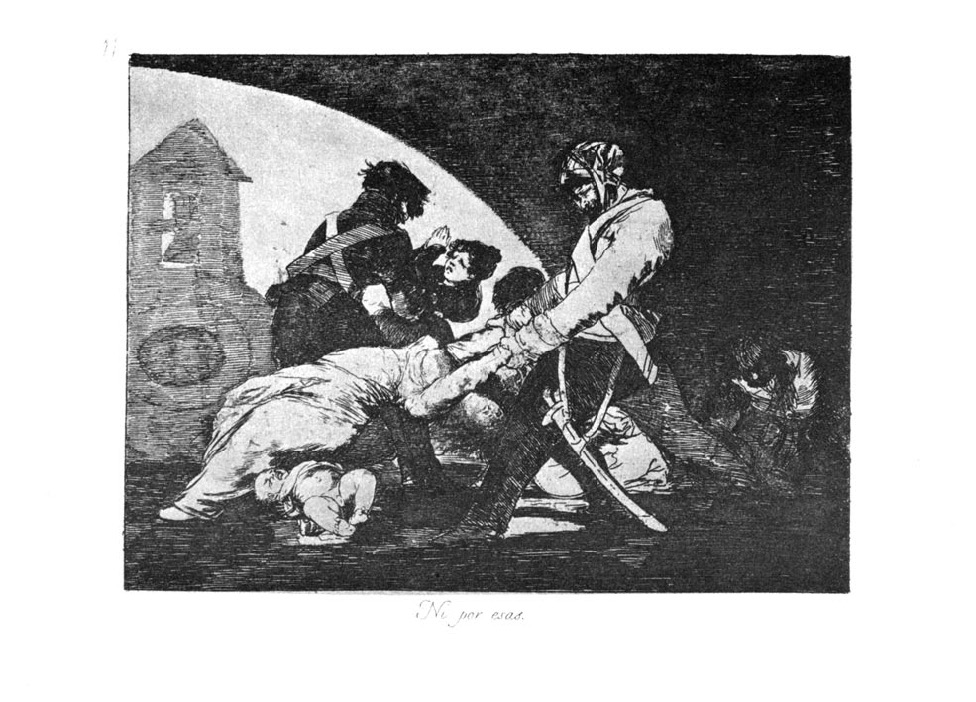
11.- Ni por esas
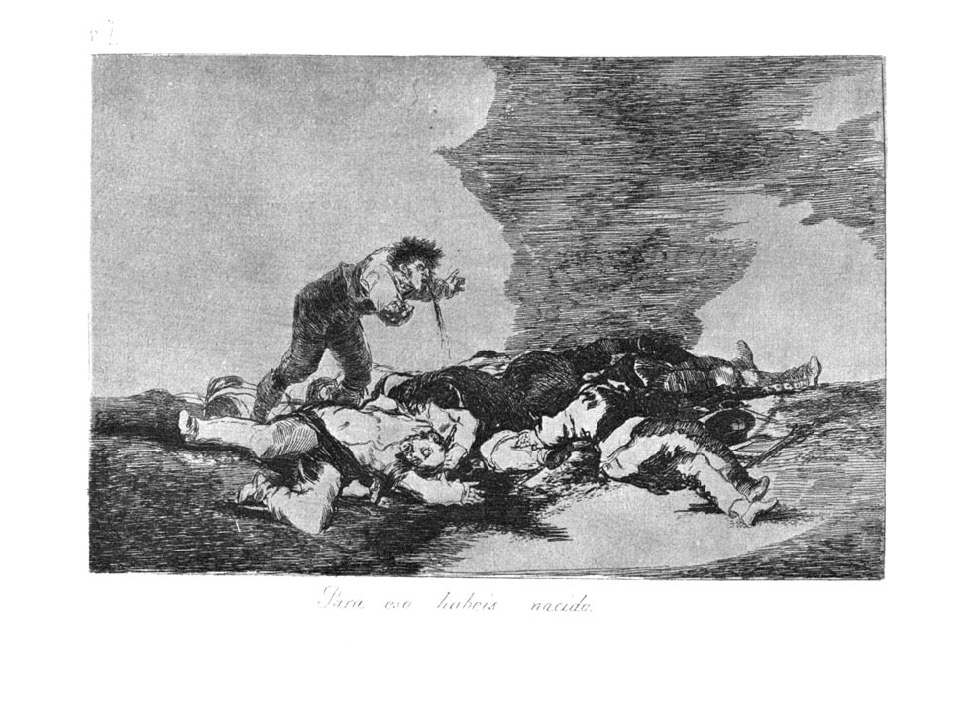
12.- Para eso habéis nacido
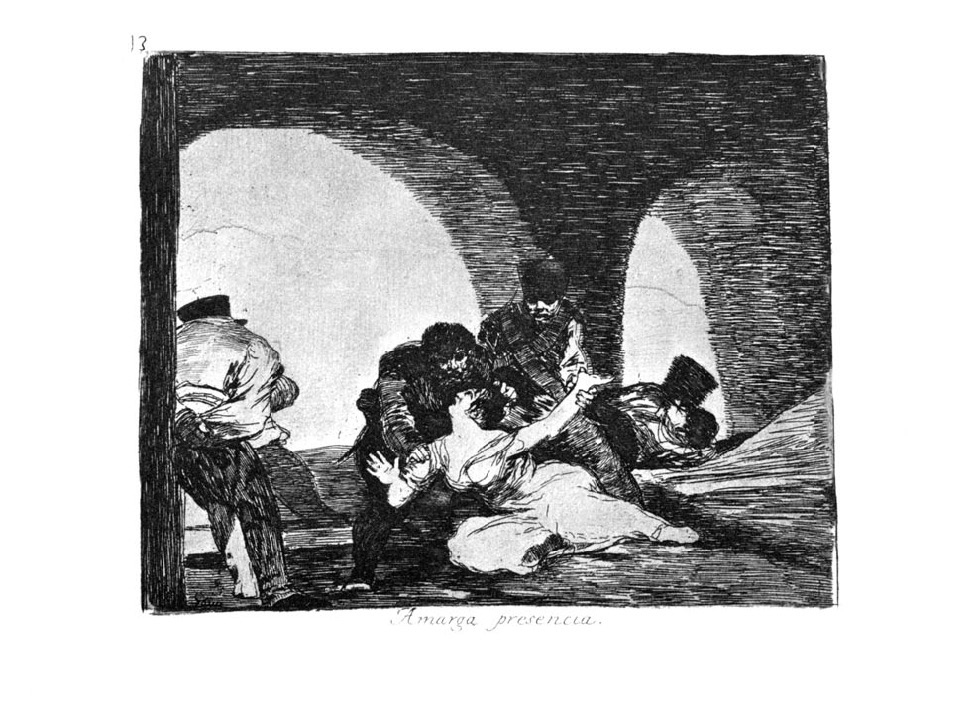
13.- Amarga presencia
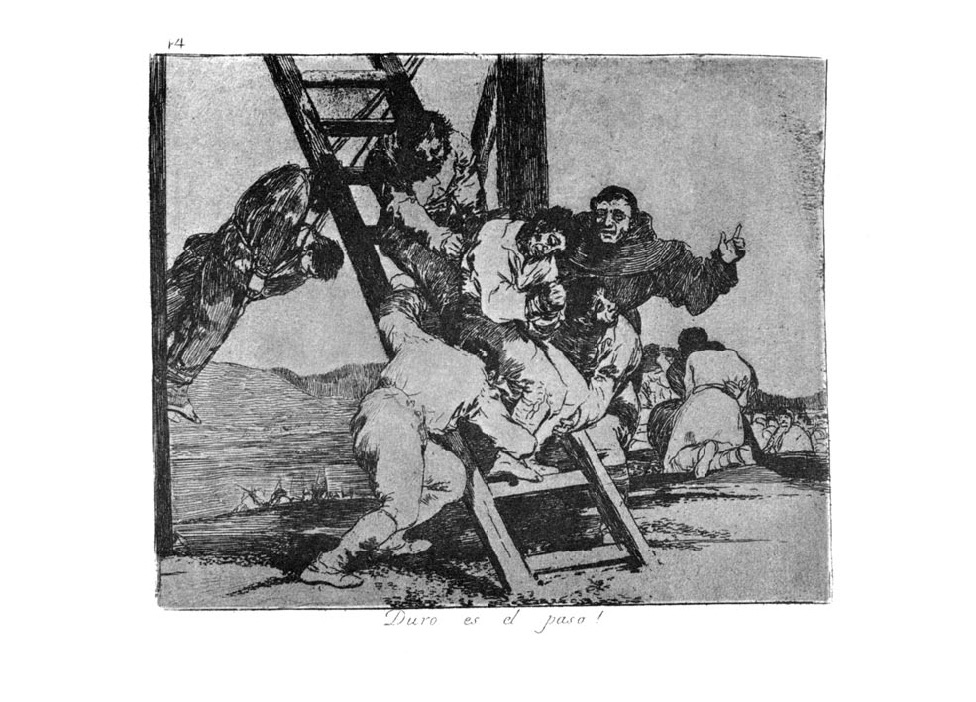
14.- Duro es el paso
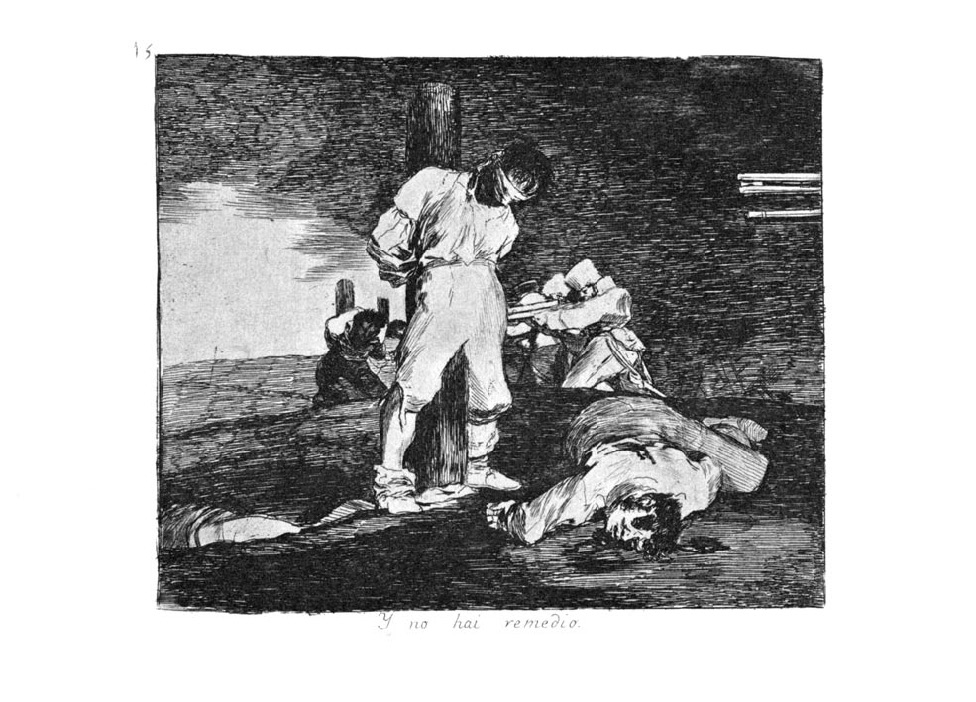
15.- Y no hay remedio
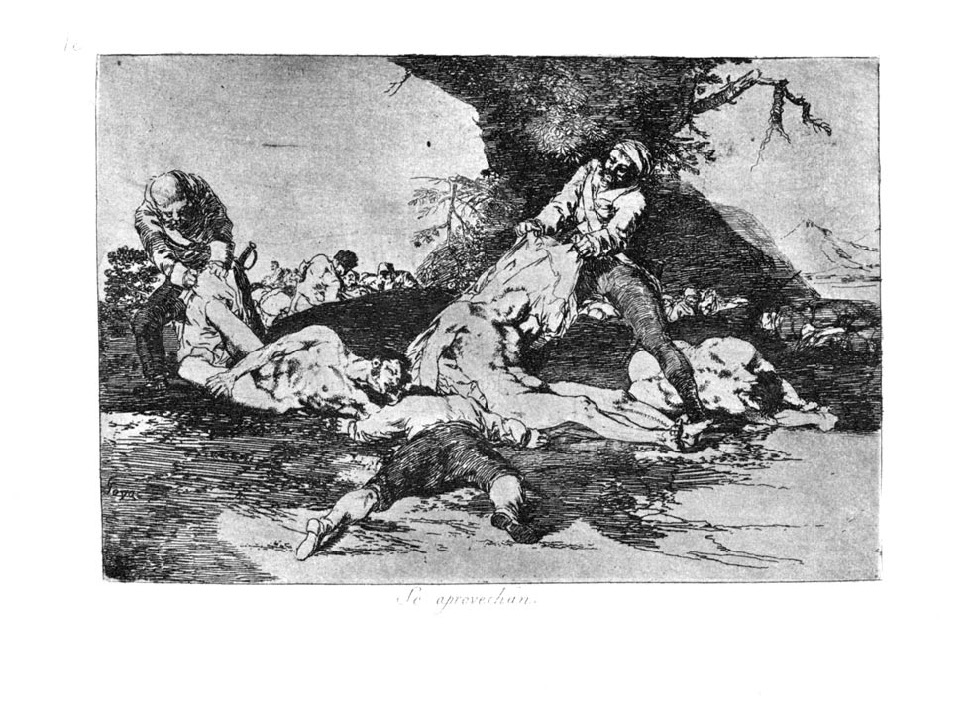
16.- Se aprovechan
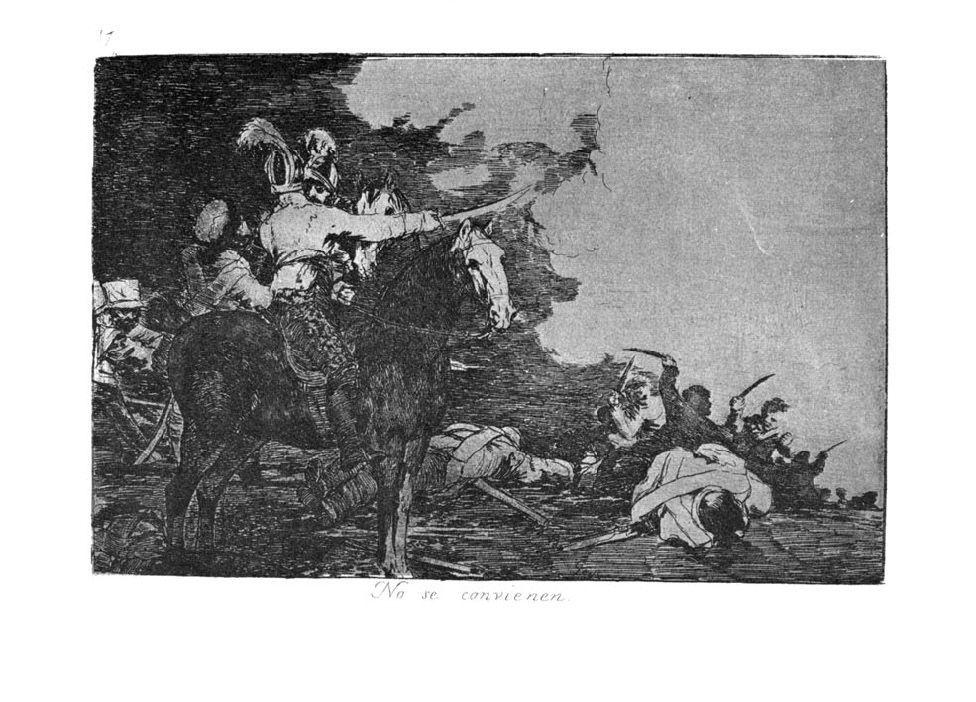
17.- No se convienen
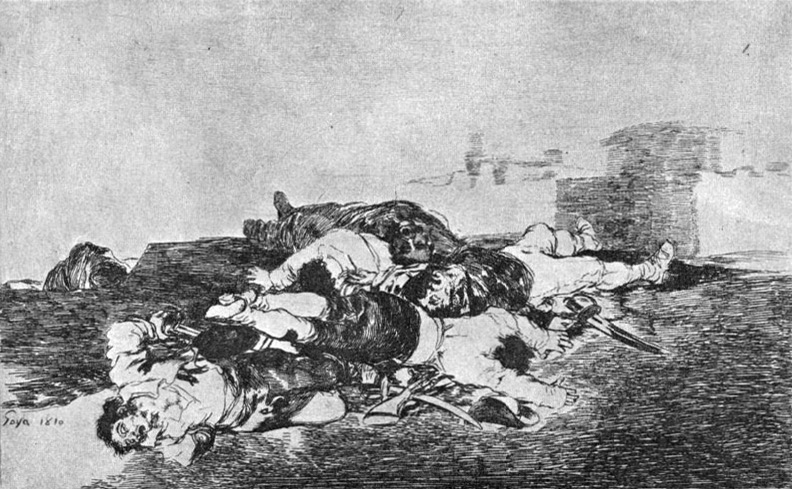
22.- Tanto y más
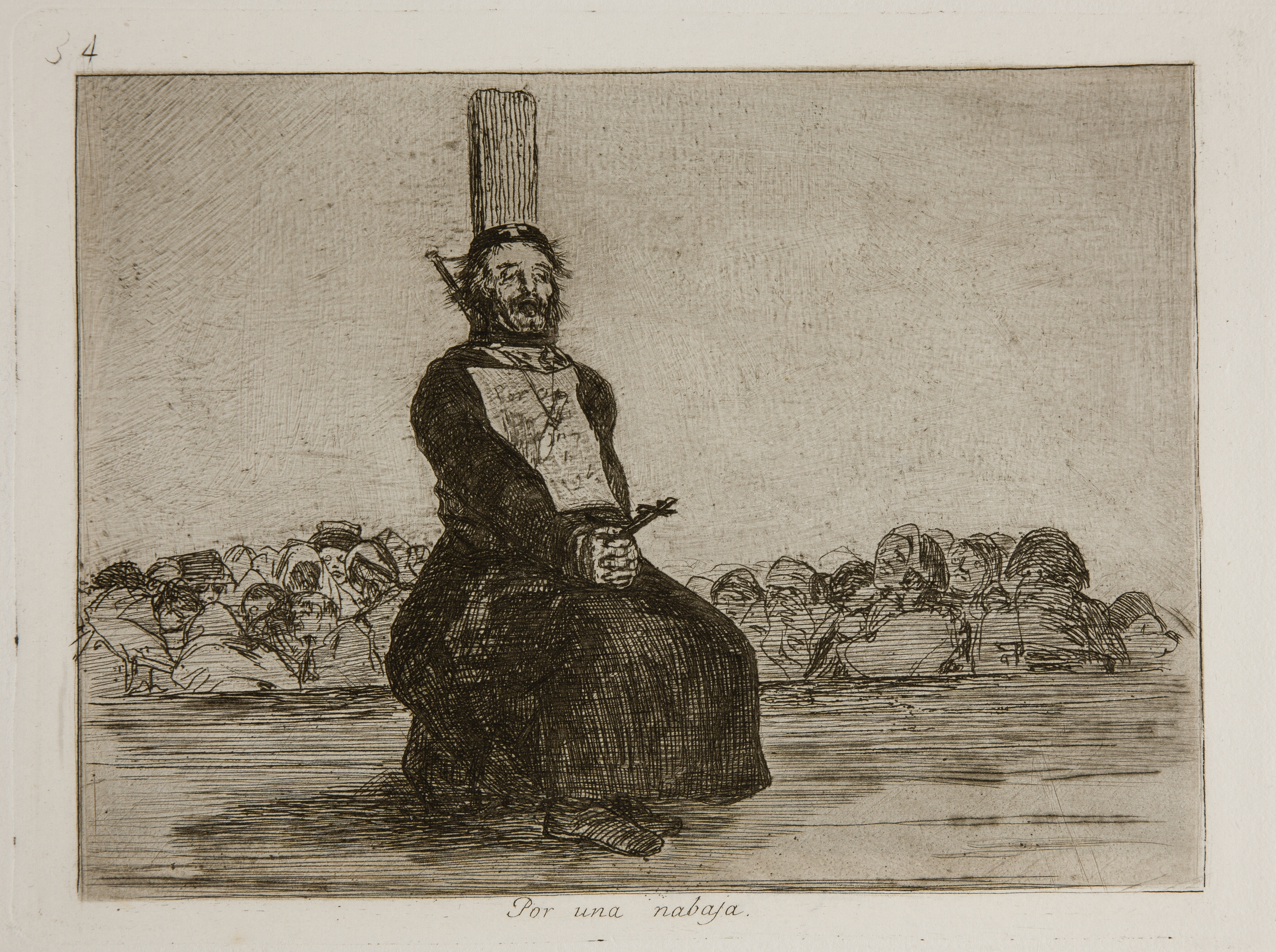
34.- Por una navaja
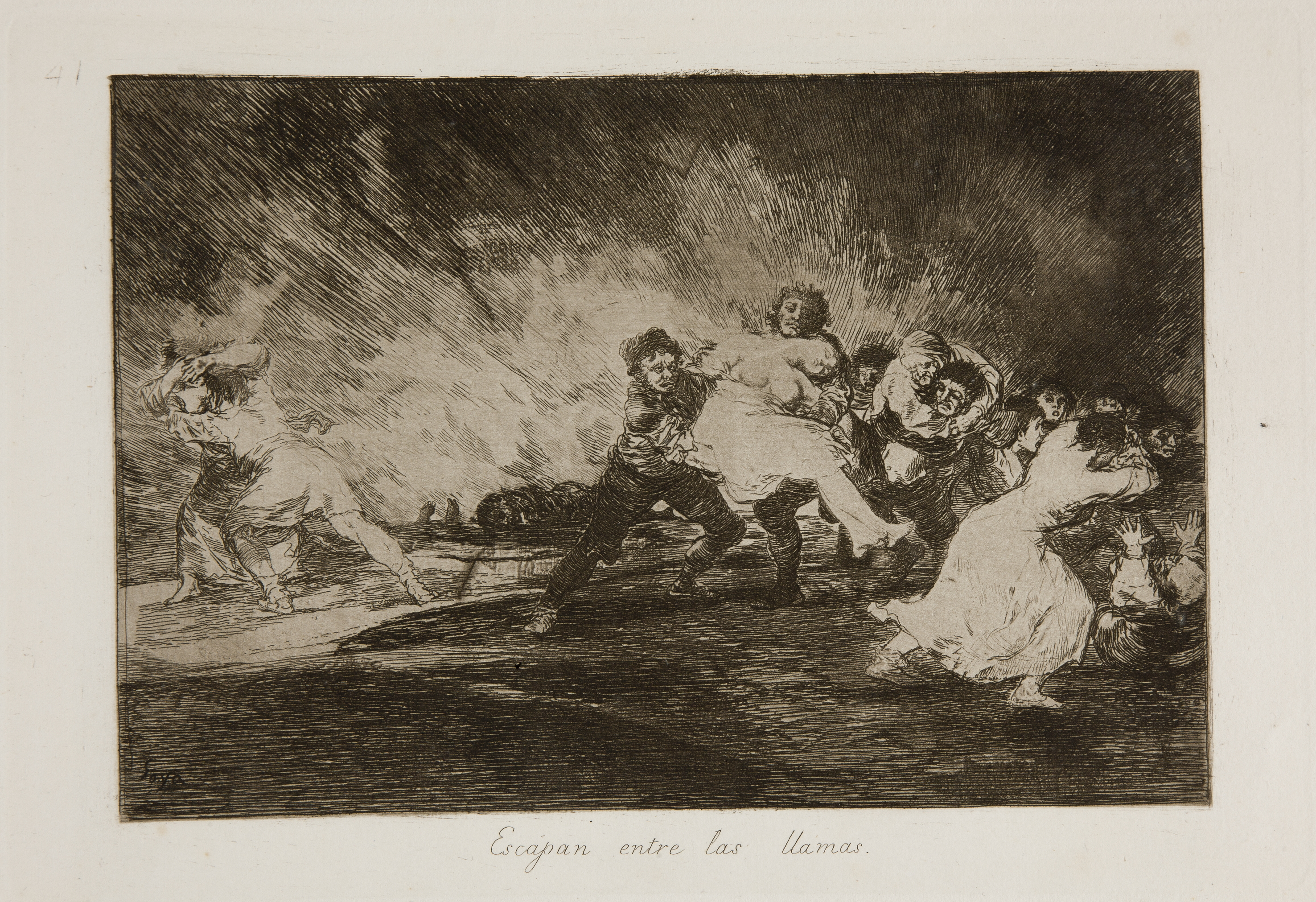
41.- Escapan entre las llamas
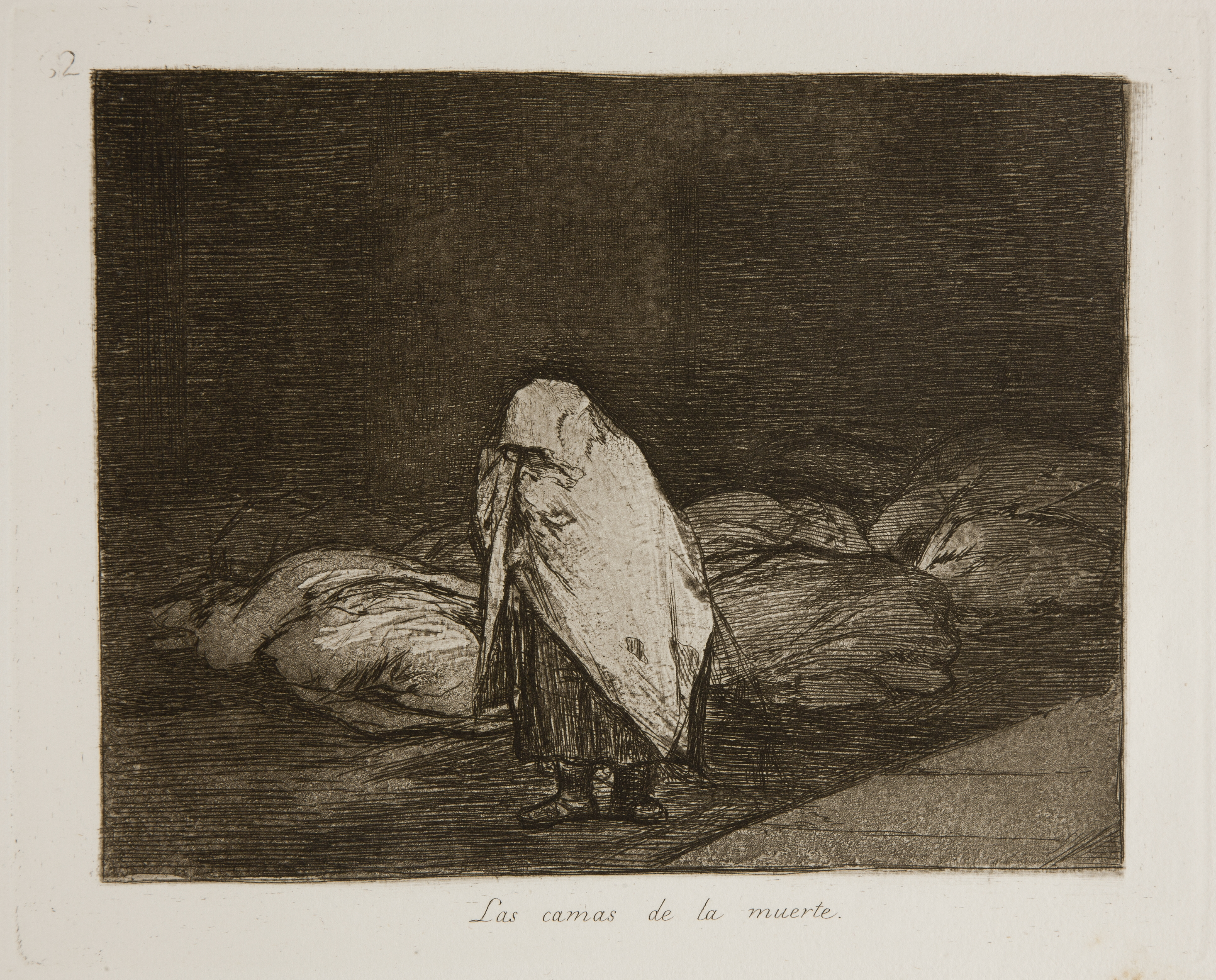
62.- Las camas de la muerte
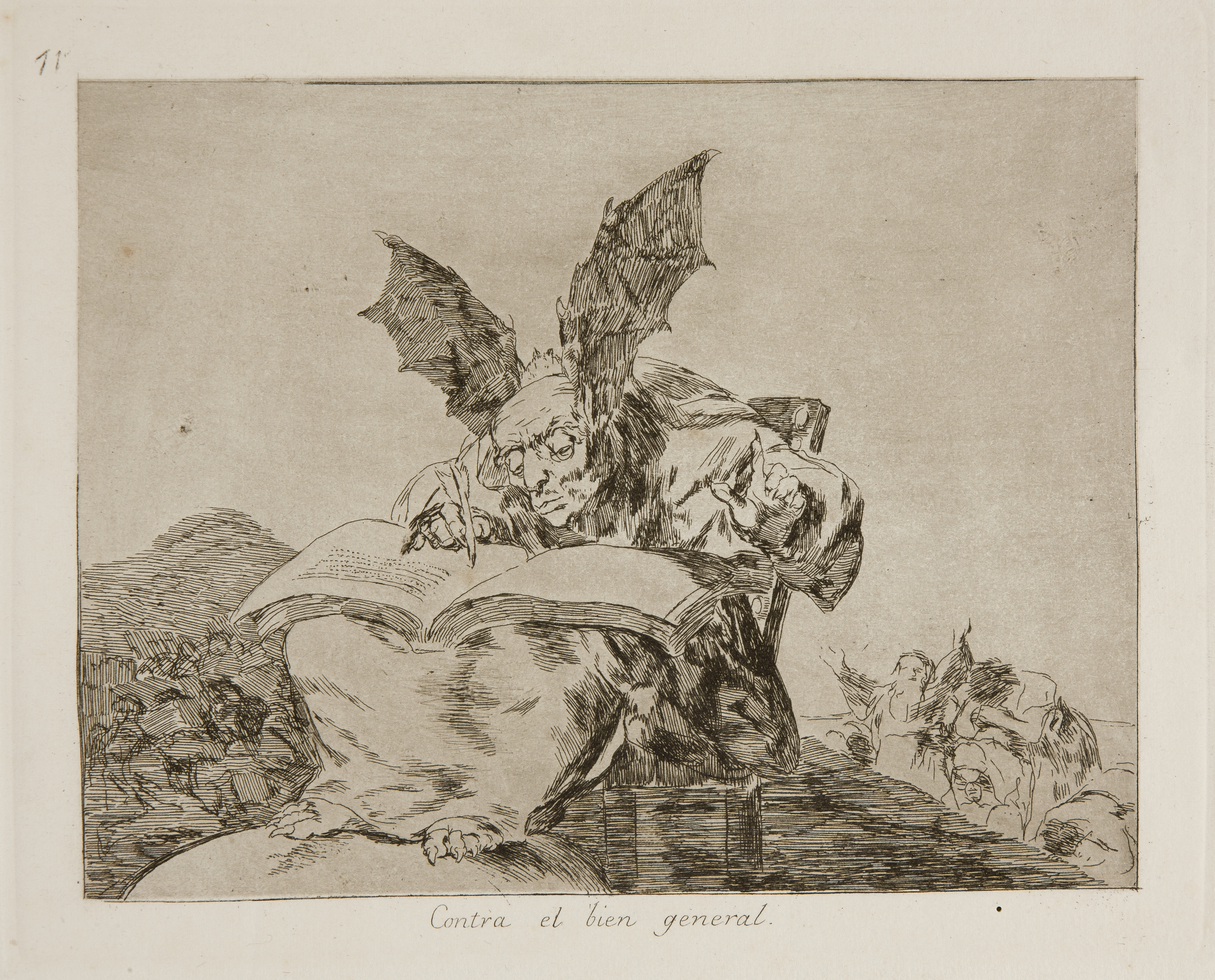
71.- Contra el bien general
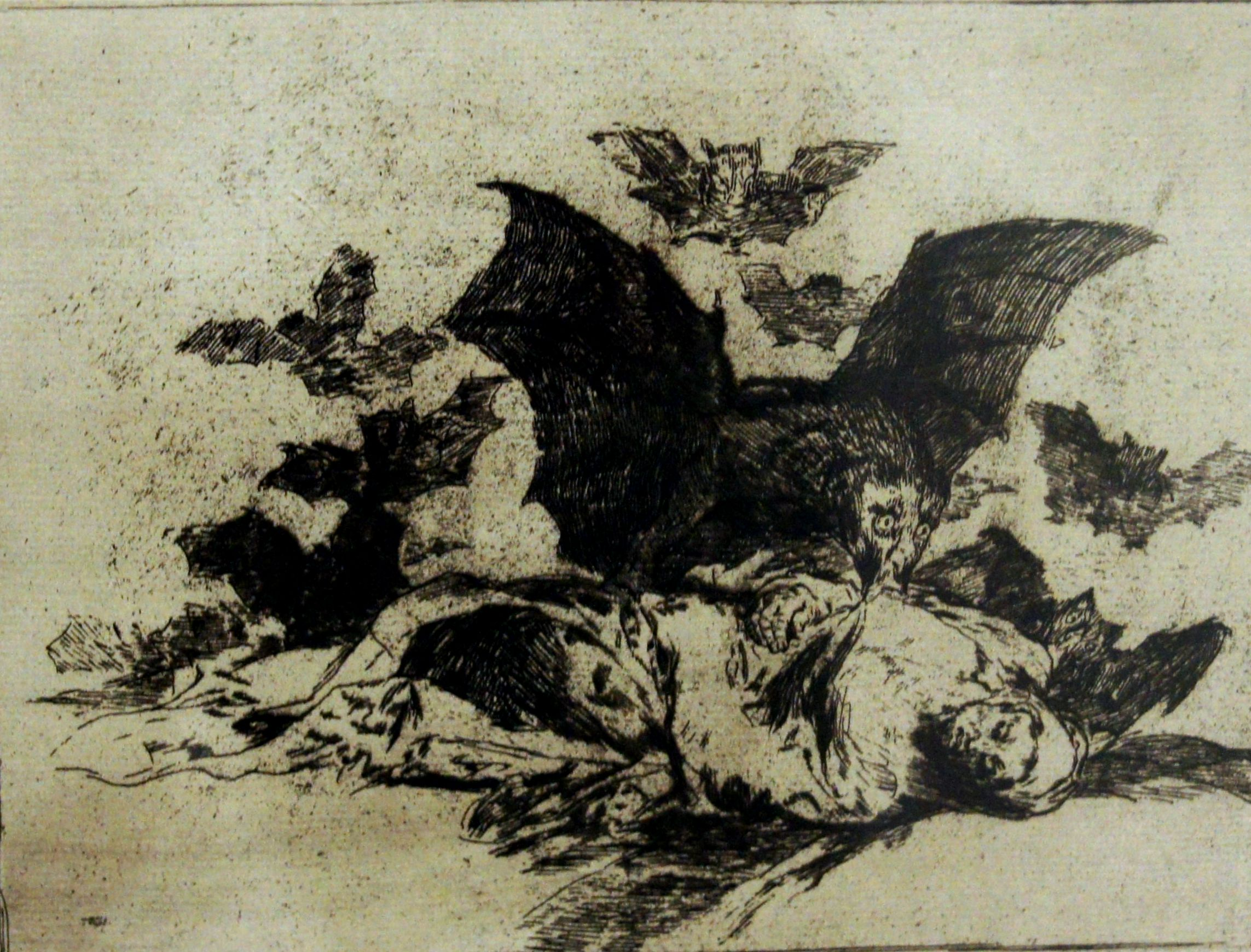
72.- Las resultas
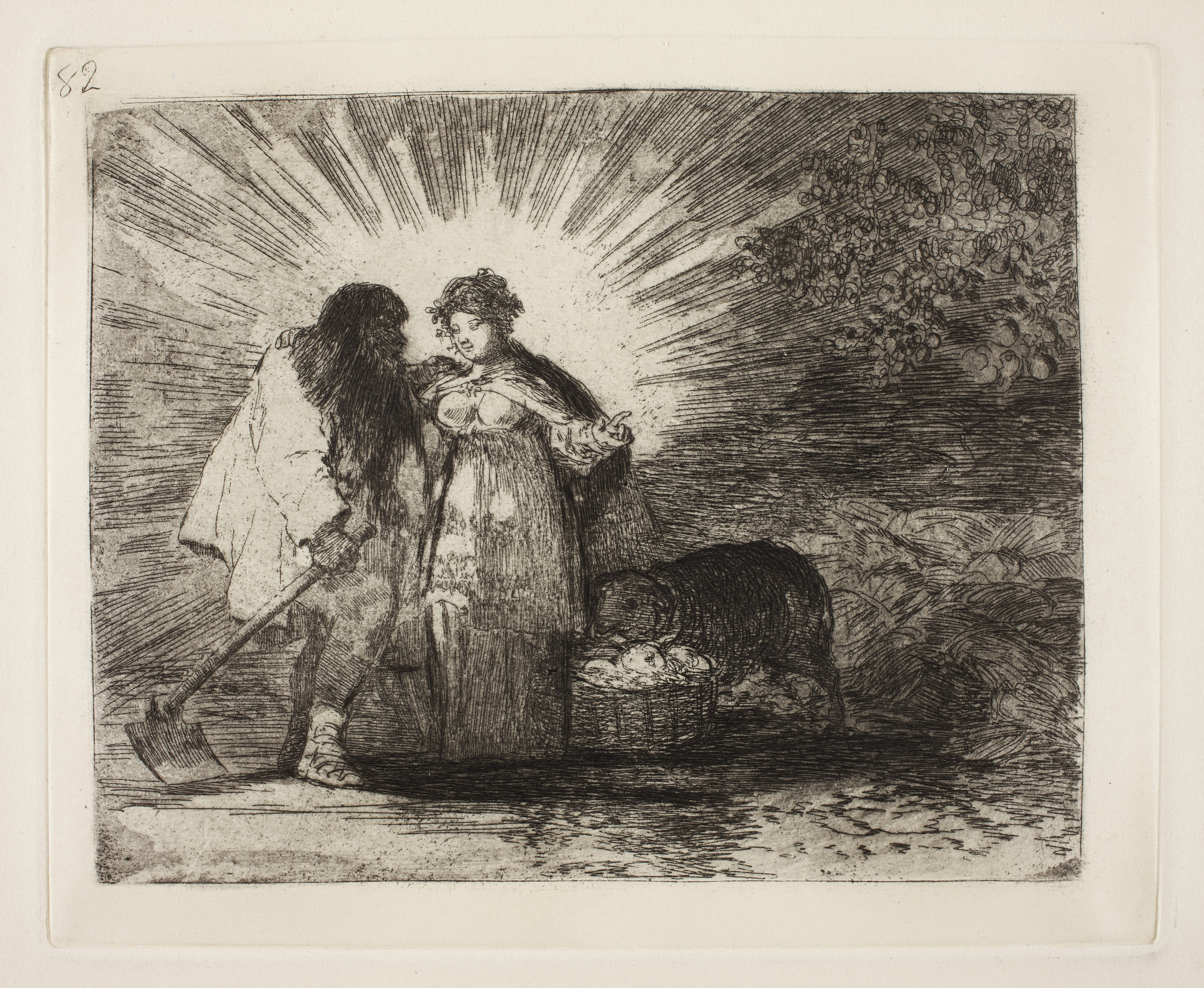
82.- Esto es lo verdadero